# Royaume de Wurtemberg
1806–1918
Entités précédentes :
- Électorat de Wurtemberg

Entités suivantes :
- État libre populaire de Wurtemberg

Le royaume de Wurtemberg (en allemand : Königreich Württemberg) est l'un des 25 États souverains de l'Empire allemand. Il a été établi le 1er janvier 1806 en tant qu'entité étatique souveraine à l'initiative de l'empereur Napoléon Ier et est issu du duché de Wurtemberg élevé au rang d'électorat en 1803. Son territoire d'origine, également appelé l'Altwürttemberg, fut considérablement élargi, principalement au sud et à l'est, grâce au recès d'Empire et au traité de Presbourg, doublant ainsi sa superficie.
De 1806 à 1813, le Wurtemberg fut membre de la confédération du Rhin, aligné sur les intérêts hégémoniques de la France napoléonienne. Après la fin des guerres napoléoniennes, en 1815, il devint membre de la Confédération germanique par décision du congrès de Vienne et était en tant que tel un État souverain également vis-à-vis de l'extérieur. Après la guerre franco-allemande, le royaume rejoignit en tant qu'État fédéré le nouvel Empire allemand, dominé par le royaume de Prusse, mais put conserver certains droits spéciaux.
La devise du royaume et de la maison de Wurtemberg était "Furchtlos und treu" ("Sans peur et fidèle"). Sur la base de la Constitution de 1819, une monarchie constitutionnelle précoce se développa au fil des années, avec des courants libéraux et démocratiques relativement forts par rapport à de nombreux autres États allemands, qui purent se maintenir et se renforcer même après la répression du Printemps des peuples en 1848, laquelle se déroula de manière pacifique en Wurtemberg.
À la suite de la défaite allemande lors de la Première Guerre mondiale et de la révolution allemande de 1918, le roi Guillaume II de Wurtemberg, dernier roi allemand, renonça au trône. Le Wurtemberg fut transformé en démocratie parlementaire et devint un État populaire au sein de la république allemande de Weimar. En 1952, son ancien territoire est devenu le Land actuel du Bade-Wurtemberg.

## Territoire

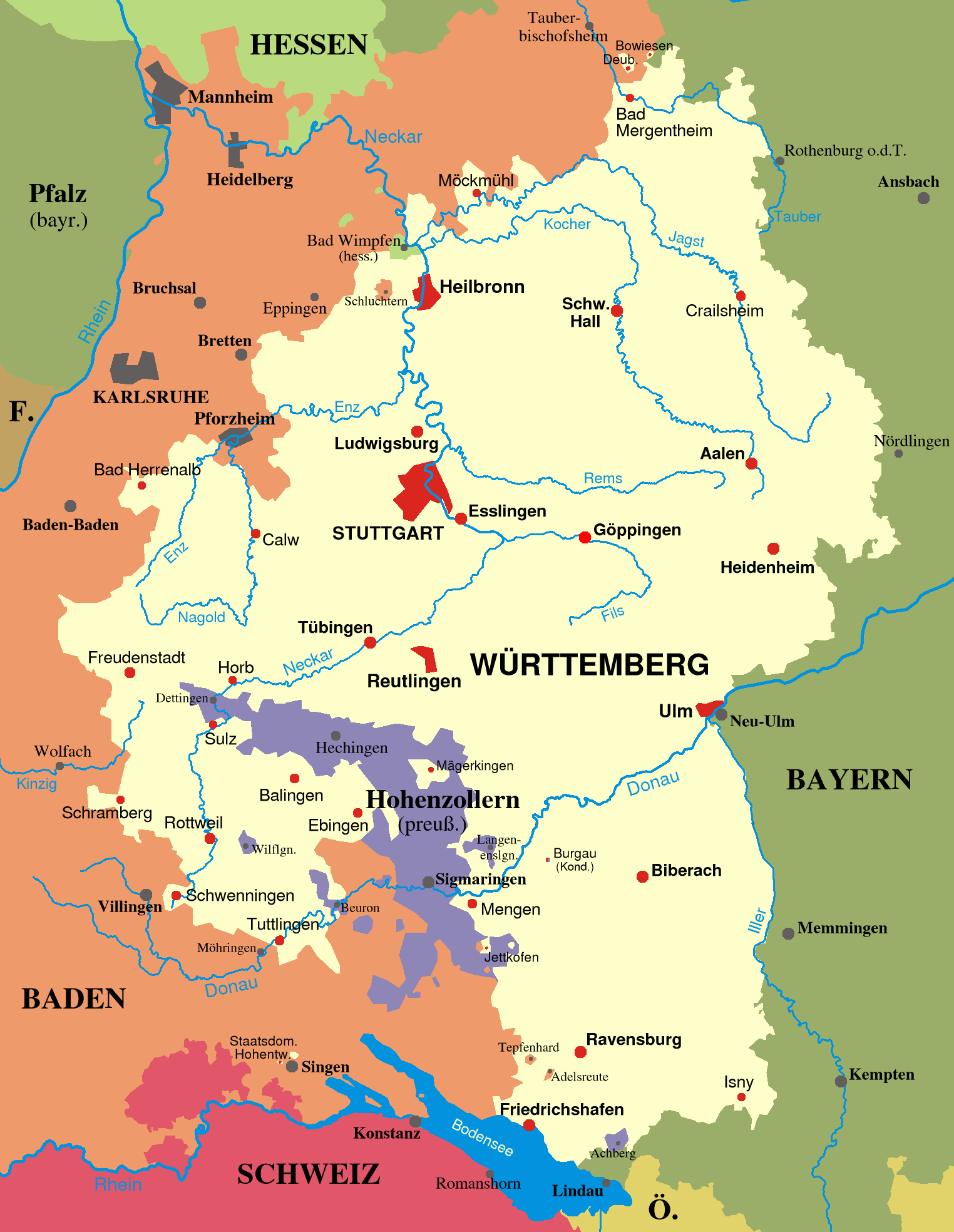
Carte du royaume de Wurtemberg

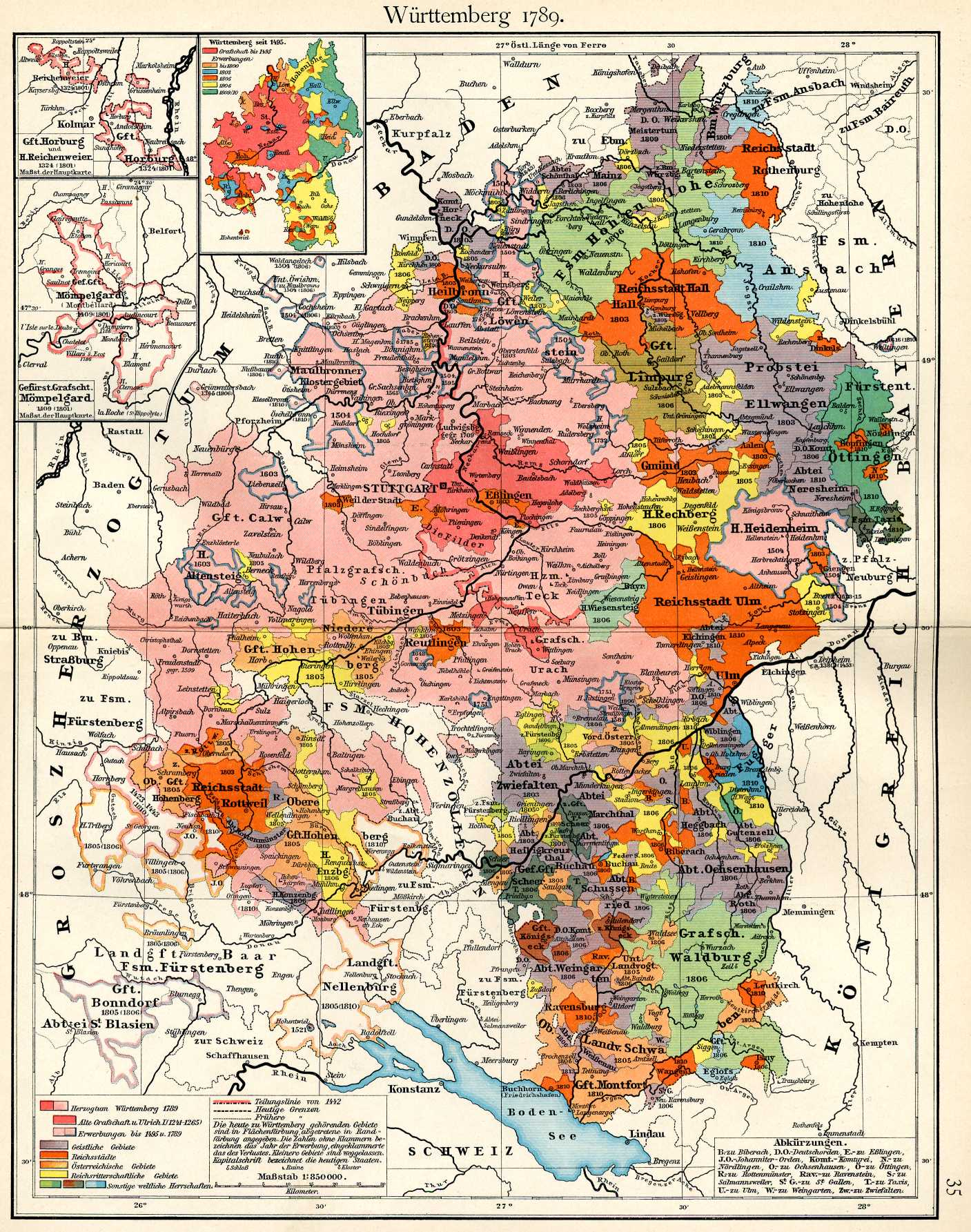
Le Wurtemberg en 1789

Le 26 décembre 1805, le traité de Presbourg attribue au royaume les territoires suivants :
- les cinq villes du Danube, savoir : Ehinge, Munderkingen, Riedlingen, Mengen et Saulgau, avec leurs dépendances ;
- le Haut et le Bas Comté de Hohenberg ;
- le landgraviat de Nellenburg et la préfecture d'Altdorf, avec leurs dépendances, la ville de Constance exceptée ;
- la partie du Brisgau enclavée dans les possessions wurtembergeoises et située à l'est d'une ligne allant du Schlegelberg jusqu'à la Molbach ;
- les villes et territoires de Villigen et Bräunlingen.

Il permit aussi au roi de prendre possession du comté de Bonndorf.
Le traité du 12 juillet 1806, créant la confédération du Rhin, attribua au royaume les territoires suivants :
- les possessions des princes et comtes de Waldbourg ;
- la seigneurie de Baindt, que le recès de 1803 avait donné au comté d'Aspremont-Lynden ;
- le comté d'Egloff, sur l'Argen, appartenant jusqu'en 1804 aux comtes de Traun-Abensberg, puis acheté par le comte de Windischgraetz et élevé au rang de principauté ;
- le comté de Gutenzel, ancienne abbaye attribuée en 1803 au comte de Törring ;
- le comté de Heggbach, ancienne abbaye attribuée en 1803 au comte de Bassenheim ;
- le comté d'Isny, ancienne ville libre et abbaye appartenant au comte de Quadt ;
- le comté de Kœnigseck-Aulendorf ;
- le comté d'Ochsenhausen, ancienne abbaye élevée au rang de principauté, attribuée à la maison de Metternich-Winebourg-Beilstein ;
- le comté de Roth, ancienne abbaye appartenant au comte de Wartemberg ;
- les comtés de Schussenried et Weissenau, ancienne abbaye, propriétés des comtes de Stenberg ;
- les seigneuries de Mietingen et Sullmingen, du comte de Plettenberg ;
- la seigneurie de Neu-Ravensbourg, du prince de Dietrichstein ;
- la seigneurie de Tannheim, du comte de Schæsberg ;
- la seigneurie de Warthausen, appartenant à une branche de la maison de Stadion ;
- la seigneurie de Weingarten, appartenant à la maison de Nassau-Orange-Fulde, excepté le village de Hagnau, situé sur le lac de Constance, placé sous souveraineté badoise ;
- les possessions du prince de Tour et Taxis, sur le lac de Feder ;
- les seigneuries de Gundelfingen et de Neufra, appartenant à la maison de Fürstenberg ;
- la partie du Limpourg-Gaildorf n'appartenant pas déjà au roi de Wurtemberg, mais aux princes et comtes de Solms, de Lœwenstein-Wertheim, de Pûckler et autres princes ;
- les possessions de la maison de Hohenlohe, excepté une partie attribuée au roi de Bavière ;
- la partie de la principauté de Krautheim située sur la gauche de la Jagst.

## Histoire

### Formation du Royaume
Au XVIIIe siècle, le Duché de Wurtemberg  se composait essentiellement de la région ancestrale dans la vallée moyenne du Neckar autour de Stuttgart, ainsi que des possessions associées dans la Forêt-Noire septentrionale et sur le Jura souabe. Sur la rive gauche du Rhin, outre le territoire autour de Heidenheim, le comté de Horbourg, le village de Riquewihr (en allemand : Reichenweier) et d'autres petites enclaves situées sur le territoire français actuel, le comté de Montbéliard (en allemand : Grafschaft Mömpelgard)  était l'enclave la plus importante du duché. 
Le duc Charles II de Wurtemberg trouva une alliée d'importance quand, en 1776, sa nièce Sophie-Dorothée de Wurtemberg fut choisie par la tsarine Catherine II de Russie comme épouse pour son fils unique le futur tsar Paul Ier. Vingt ans plus tard, le duc Frédéric III, frère de la tsarine, épousa en secondes noces la princesse Charlotte du Royaume-Uni, fille aînée du roi Georges III. Ces deux unions particulièrement prestigieuses pour un petit souverain du Saint-Empire romain germanique contribuèrent à la préservation et à l'élévation du duché bientôt confronté à l'impérialisme Français révolutionnaire puis impérial.
Après le déclenchement de la révolution française en 1789, les monarchies européennes formèrent des coalitions dans le but de mettre fin au développement républicain en France. La première coalition, convenue dans la déclaration de Pillnitz entre l'empereur Léopold II et le roi de Prusse Frédéric-Guillaume II, fut bientôt rejointe par d'autres monarchies. Le 20 avril 1792, éclata la première guerre de coalition, remportée par la France révolutionnaire. Dans le traité de Campo-Formio du 17 octobre 1797, l'empereur François II reconnut le Rhin comme frontière est de la France. Cela affecta également Montbéliard et les autres possessions wurtembergeoises sur la rive gauche du Rhin. Le duché participa ensuite, à partir de 1799, en tant que partenaire de l'Autriche, à la Deuxième Coalition contre le Consulat de Napoléon Bonaparte. Au printemps 1800, les Français occupèrent le Wurtemberg. Comme l'Autriche ne faisait aucun effort pour défendre le pays, le duc de Wurtemberg, Frédéric II, dut retirer ses troupes. Après cette humiliation, sa confiance dans l'alliance avec l'Autriche fut profondément ébranlée. Dans le Paix de Lunéville du 9 février 1801, il s'arrangea avec la France. Beau-frère du tsar Paul Ier et gendre du roi Georges III du Royaume-Uni, il pouvait être un allié de choix pour le futur empereur des Français. Son objectif était d'agrandir le territoire à l'est du Rhin. Le traité de Paris (de) du 20 mai 1802 garantit l'existence du duché et promit des compensations pour les territoires sur la rive gauche du Rhin. Le Wurtemberg avait un siège et un vote dans la Diète impériale extraordinaire, qui préparait le Recès de la Diète d'Empire, qui fixait les compensations pour les territoires perdus sur la rive gauche du Rhin par les princes allemands. Le duc Frédéric fut élevé au rang d'électeur. De nombreuses petites seigneuries furent sécularisées et incorporées au nouveau duché électoral sous le nom de Nouveau-Wurtemberg. Cela comprenait les villes impériales sécularisées d'Aalen, Giengen an der Brenz, Heilbronn, Rottweil, Esslingen am Neckar, Reutlingen, Schwäbisch Gmünd, Schwäbisch Hall et Weil der Stadt, ainsi que les possessions ecclésiastiques sécularisées suivantes : la Principauté abbatiale d'Ellwangen, l'Abbaye impériale de Zwiefalten, l'Abbaye de Comburg, le Monastère de Heiligkreuztal près de Riedlingen, l'Abbaye de Schöntal, le Monastère de Margrethausen (de), l'abbaye d'Oberstenfeld (de) et la partie de Dürrenmettstetten relevant du chapitre. Ces acquisitions représentaient au total une superficie d'environ 1 609 kilomètres carrés avec 110 000 habitants et 700 000 florins de recettes fiscales. Cela s'opposait à environ 388 kilomètres carrés de territoire perdu sur la rive gauche du Rhin, avec environ 14 000 habitants et environ 250 000 florins de revenus d'État. Le ministre Normann-Ehrenfels fut chargé de la mise en place de l'administration du Nouveau-Wurtemberg.
Le 3 octobre 1805, à Louisbourg, Friedrich conclut une nouvelle alliance avec Napoléon Ier. Par la suite, le Wurtemberg participa avec des troupes du côté français face à la Troisième Coalition. Dans les traités de Schönbrunn et le traité de Presbourg du 26 décembre 1805, l'Autriche antérieure fut partagée entre le Wurtemberg, la Bavière et le Bade. Cela signifiait que 125 000 nouveaux habitants s'ajoutaient à l'électorat de Wurtemberg. Il s'agissait des territoires suivants : le comté de Hohenberg, le landgraviat de Souabe, la seigneurie d'Ehingen, les villes danubiennes de Mengen, Munderkingen, Riedlingen et Saulgau, ainsi que dans la région de Basse-Souabe des territoires de l'ordre Teutonique, des territoires de l'ordre des Hospitaliers et de plus petits territoires de la chevalerie impériale. Le Wurtemberg fut élevé au rang de royaume souverain à partir du 1er janvier 1806. Le premier roi fut l'ancien duc et électeur Frédéric II, sous le nom de Frédéric Ier. Avec la signature du traité de la confédération du Rhin le 12 juillet 1806, le Wurtemberg sortit du Saint-Empire romain germanique. La création de la confédération du Rhin ajouta 270 000 nouveaux habitants au royaume de Wurtemberg, répartis dans les territoires des principautés et comtés de Hohenlohe, Königsegg-Aulendorf, Tour et Taxis, Waldburg et de nombreuses autres seigneuries dans la Haute-Souabe.

### Développement des premières années
Le roi Frédéric Ier participa en 1809 avec ses troupes à la répression de la rébellion tyrolienne. Par le traité de Schönbrunn du 14 octobre 1809, le royaume de Wurtemberg fut étendu aux territoires de l'ordre Teutonique près de Mergentheim, où une révolte de la population locale fut violemment réprimée. Enfin, le nombre d'habitants s'accrut à nouveau de 110 000 habitants en vertu du traité de Paris du 28 février 1810 et des accords frontaliers conclus entre la Bavière et le Bade. Crailsheim, Creglingen, les anciennes villes impériales de Bopfingen, Buchhorn, Leutkirch, Ravensbourg, Ulm et Wangen et les territoires de l'ancien comté de Montfort furent ajoutés. En échange, l'ancienne seigneurie wurtembergeoise de Weiltingen passa au royaume de Bavière, tandis que Hornberg et St. Georgen passèrent au grand-duché de Bade. En 1813, le royaume de Wurtemberg acquit également la seigneurie de Hirschlatt des Hohenzollern. Au total, le Wurtemberg passa de 9 500 kilomètres carrés et de 650 000 habitants à 19 508 kilomètres carrés et 1 380 000 habitants.
Au cours des années 1812 et 1813, Frédéric Ier participa à la campagne de Russie, dont seuls quelques centaines des 15 800 soldats wurtembergeois revinrent. Malgré cette défaite, le royaume resta d'abord membre de la Confédération du Rhin aux côtés de la France, jusqu'à ce qu'une autre défaite décisive de l'empereur Napoléon lors de la bataille de Leipzig en octobre 1813 le contraigne à rejoindre la Sixième Coalition, dirigée par l'Autriche, la Prusse et la Russie. Le 2 novembre 1813, le roi Frédéric changea d'allégeance après qu'une garantie de préservation de sa propriété et du maintien de sa souveraineté lui eut été donnée par l'Autriche par le traité de Fulda.
Les acquisitions territoriales du Wurtemberg n'ont pas été révisées lors de la réorganisation territoriale de l'Allemagne au congrès de Vienne en 1815, confirmant ainsi indirectement leur légitimité sur le plan du droit international. La participation aux guerres de coalition et leurs conséquences ont entraîné dans les premières années un déclin économique du royaume, un endettement important de l'État et l'appauvrissement de larges segments de la population allant jusqu'à la famine. Cette situation économique très difficile fut aggravée en 1816 par une année exceptionnellement froide, marquée par des catastrophes naturelles. L'émigration vers l'Europe de l'Est et l'Amérique du Nord s'accrut de manière spectaculaire.
Dans les premières années du royaume, l'implication du Wurtemberg dans les conflits armés et sa fidélité à l'alliance avec la France valurent à Frédéric Ier une grande liberté d'action en matière de politique intérieure. Son objectif était la modernisation conséquente de l'administration et la réunion des différents territoires en un État unitaire et centralisé. Cela était d'autant plus difficile que les nouveaux territoires apportaient au Wurtemberg, jusque-là strictement protestant, une importante minorité catholique. La modernisation supposait l'abolition rigoureuse des privilèges de la noblesse dans l'Altwürttemberg ainsi que ceux de la noblesse dans les territoires nouvellement acquis. La résistance à cette politique se heurta à une forte répression ; un ministère de la police, une police secrète et un service de censure furent créés sur le modèle français. Parmi les réformes majeures des premières années, citons la séparation de la justice et de l'administration, la division du pays en districts et en cercles, la suppression des droits de douane intérieurs et l'égalité de traitement des confessions catholique et réformée avec la confession d'État luthérienne.
Lors des négociations au congrès de Vienne, l'objectif était d'établir une constitution fédérale pour l'Allemagne. Le premier projet de concept pour une confédération d'États fut transmis par Metternich à l'assemblée des États allemands le 23 mai 1815. Le Wurtemberg, avec la Bavière, était opposé à cette confédération d'États. Le roi Frédéric, voulant anticiper la Constitution fédérale avec sa propre Constitution, présenta un projet de loi constitutionnelle au Landtag wurtembergeois, convoqué le 15 mars 1815. Le Wurtemberg ne signa l'Acte confédéral allemand que le 1er septembre 1815 et rejoignit ainsi tardivement la Confédération germanique, fondée le 8 juin 1815. Le projet de loi constitutionnelle rencontra une forte opposition des Etats du Wurtemberg, qui voulaient rétablir l'ancienne Constitution basée sur le traité de Tübingen de 1514. Les États du Wurtemberg réussirent à rallier la population à leur cause lors d'une campagne pour le rétablissement de l'ancien droit. Un des protagonistes de ce mouvement fut le poète et homme politique Ludwig Uhland, auteur du poème « Das alte, gute Recht » (L'ancien, bon droit) qu'il écrivit pour la circonstance. La campagne fut si efficace que le projet de loi constitutionnelle présenté par le roi Frédéric ne fut pas adopté. La Constitution entièrement révisée ne fut promulguée que par son successeur, le roi Guillaume Ier, le 25 septembre 1819.

### L'accession au trône du roi Guillaume Ier
La relation entre le roi Frédéric et son fils Guillaume Frédéric Charles, futur roi Guillaume Ier, était marquée à la fois par des tensions personnelles et politiques. En 1805, il y eut une rébellion ouverte de la part de Guillaume contre son père, ce qui le conduisit à s'enfuir à Paris. Guillaume tenta de convaincre la France d'envahir le Wurtemberg, mais l'empereur Napoléon refusa. En 1807, Guillaume et Frédéric se mirent d'accord politiquement, mais leur aversion personnelle et politique mutuelle persista. Le nouveau roi prit le nom de Guillaume le 30 octobre 1816 pour débuter son règne et initier un changement politique complet. Il est rapporté que la population du Wurtemberg eut du mal à retenir sa joie à la mort du roi Frédéric, malgré la présence des soldats. Avec sa femme, la reine Catherine, fille du tsar russe Paul Ier, la politique de Guillaume durant ses premières années de règne fut fortement axée sur l'atténuation de la misère économique de larges segments de la population.
Catherine, décédée le 9 janvier 1819 à l'âge de seulement 30 ans, s'était engagée avec grand dévouement dans les œuvres sociales. Ainsi, la fondation de l'école pour filles Katharinenstift, de l'hôpital Katharinen, de la Caisse d'épargne du Wurtemberg, de l'université de Hohenheim et d'autres institutions lui sont attribuées. Lors de son accession au trône, Guillaume promulgua une amnistie et mis en place une réforme administrative complète sur la base de la nouvelle Constitution du 25 septembre 1819. Cependant, la dictature absolutiste de Friedrich ne fut pas remplacée par le dualisme traditionnel entre le régent et les États du pays ducal de Wurtemberg. Au lieu de cela, la nouvelle forme d'État fut basée sur le constitutionnalisme, qui complétait le pouvoir du monarque par des droits de parole constitutionnellement définis pour les représentants élus du peuple. La constitution devint ainsi le lien entre les anciennes et les nouvelles régions. L'opposition traditionnelle des États disparut pratiquement. Une opposition bourgeoise de tendance libérale et tout aussi controversée apparut toutefois.
Les principaux éléments de la réorganisation de l'administration mise en œuvre dans le cadre de la nouvelle constitution étaient l'autonomie municipale et la séparation des pouvoirs exécutif et judiciaire. L'administration fut rationalisée et rendue plus transparente. Les fonctionnaires, dévoués à l'État et au roi, se transformèrent rapidement en une sorte d'establishment et donc en une classe politique qui soutenait le gouvernement de l'État.
Lors de l'accession au trône de Guillaume Ier, la dette publique s'élevait à près de 25 millions de florins ce qui représentait près de quatre fois les recettes annuelles. Ces dettes furent réduites de manière significative au cours des vingt premières années de son règne par les ministres des Finances Weckherlin, Varnbüler et surtout Herdegen, ce qui permit des réductions d'impôts. Un accent particulier de la politique économique du roi fut le développement de l'agriculture.
Sur le plan extérieur, Guillaume avait pour objectif de poursuivre la rationalisation des structures étatiques en Allemagne et de limiter celles-ci aux cinq royaumes de Prusse, de Saxe, de Bavière, de Hanovre et du Wurtemberg, ainsi qu'à l'Empire autrichien. Il considérait la Prusse et l'Autriche comme des puissances européennes. Les quatre autres royaumes allemands devaient poursuivre une politique commune axée sur l'unification en une troisième grande puissance allemande par le biais d'une alliance étroite. Guillaume cherchait à incorporer le Bade, le Hohenzollern et à acquérir l'Alsace. Les moyens pour atteindre cet objectif, qui n'a jamais été réalisé, devaient être le lien familial fort avec la Russie. Pour renforcer ce lien, sa tante Sophie-Dorothée avait été mariée en 1776 au futur tsar de Russie, Paul, et Guillaume épousa en 1818 la fille de Sophie-Dorothée, Catherine. Après la mort de Catherine en 1819, Guillaume poursuivit la politique étrangère qu'ils avaient élaborée ensemble. Il était donc logique que son fils et héritier, Charles, épousât le 13 juillet 1846 la fille du tsar, Olga.

### Renforcement du mouvement démocratique et du libéralisme à partir de 1830
Après le succès de la révolution de Juillet 1830 en France, les libéraux gagnèrent du terrain dans presque toute l'Europe, y compris au Wurtemberg. En décembre 1831, ils remportèrent les élections à la deuxième chambre du parlement du Wurtemberg. Par la suite, Guillaume Ier reporta la convocation du parlement d'un an jusqu'au 15 janvier 1833. Après la dissolution du parlement, le 22 mars, de nouvelles élections eurent lieu en avril; les libéraux, dirigés par Friedrich von Römer, sortirent à nouveau vainqueurs. Guillaume refusa alors de libérer les députés élus de leurs fonctions publiques pour exercer leur mandat. Friedrich von Römer, Ludwig Uhland et d'autres députés libéraux démissionnèrent de leurs fonctions publiques.
En 1846 et 1847, des famines et une émigration accrue survinrent après de mauvaises récoltes. La "satisfaction" relative de la population bascula. Les demandes libérales et démocratiques furent défendues avec plus de vigueur. En janvier 1848, une réunion de protestation à Stuttgart réclama un parlement fédéral allemand, la liberté de la presse, la liberté d'association et de réunion, l'introduction des tribunaux d'assises et l'armement du peuple. Initialement, Guillaume Ier tenta d'endiguer la révolution, qui s'étendit à tous les États allemands à partir de mars 1848 à la suite de la révolution en France et du renversement du roi Louis-Philippe Ier. La loi libérale sur la presse du 30 janvier 1817 fut rétablie et un gouvernement libéral présidé par Friedrich von Römer fut nommé. Le gouvernement mis en place le 9 mars 1848, fut le premier légitimé par le Parlement dans l'histoire du pays. Cette politique permit d'éviter des affrontements militaires majeurs dans le royaume du Wurtemberg durant le Printemps des peuples de 1848.
En avril 1849, le gouvernement et le parlement décidèrent de reconnaître la constitution impériale adoptée à la Paulskirche de Francfort, qui prévoyait un État-nation pan-germanique, à travers la solution petite-allemande, sur la base d'une monarchie constitutionnelle démocratique. Bien que Guillaume perçût cette décision comme une humiliation, il fut le seul roi parmi les 29 princes de la Confédération germanique à approuver la Constitution adoptée par le parlement de Francfort; les rois de Prusse, de Bavière, de Saxe et de Hanovre, ainsi que l'empereur autrichien Ferdinand Ier la rejetèrent.
Après l'échec du Parlement due au rejet de la couronne impériale allemande par le roi de Prusse, les députés restants décidèrent le 30 mai 1849 de déplacer les sessions à Stuttgart. À partir du 6 juin 1849, cette assemblée, parfois ironiquement appelée le parlement croupion, avec initialement 154 députés sous la présidence de Wilhelm Loewe (1814–1886), se réunit à Stuttgart. Lorsque le Parlement croupion appela à la désobéissance fiscale et soutint la campagne pour la Constitution du Reich en se soulevant contre les gouvernements, il fut occupé le 18 juin 1849 par l'armée du Wurtemberg et dissout de force après une marche de protestation des 99 députés restants à travers Stuttgart. Les députés non-wurtembergeois furent expulsés du pays.
En août 1849, des élections en vue d'élire une assemblée constituante eurent lieu au Wurtemberg; les démocrates y remportèrent la majorité face aux libéraux modérés. Alors que les libéraux demandaient que le suffrage censitaire fût lié au revenu et à la fortune, les démocrates exigeaient le suffrage universel pour tous les hommes ayant acquis leur majorité. Fin octobre 1849, le roi renvoya le gouvernement élu par le Parlement de Friedrich von Römer. Les ministres furent remplacés par des ministres fonctionnaires sous Johannes von Schlayer. Lorsque la structure et la base juridique du gouvernement des fonctionnaires furent rejetées par le Parlement, Guillaume Ier le dissout. Deux autres assemblées en 1850, où les démocrates avaient également la majorité, furent également été dissoutes. Néanmoins, une forte opposition libérale et démocratique s'établit au Wurtemberg par la suite.
Lorsque le roi Charles Ier succéda à son père, en 1864, il répondit aux demandes libérales et démocratiques. La liberté de la presse et la liberté d'association furent rétablies, la liberté d'entreprise et la libre circulation furent garanties. Les Juifs obtinrent la pleine citoyenneté. Les restrictions de mariage existantes pour les pauvres furent levées. Le ministre principal conservateur Joseph von Linden fut remplacé par Karl von Varnbüler (1809–1889), qui avait des orientations plutôt libérales.

### Le Wurtemberg en tant qu'État fédéré dans l'Empire allemand
Le roi Charles, contrairement à son père, était partisan de la formation d'un État national allemand. Après la guerre des Duchés en 1864, les tensions entre les alliés, la Prusse et l'Autriche, conduisirent à la guerre en 1866, avec le soutien de la Bavière, du Wurtemberg et du Bade pour l'Autriche. L'armée wurtembergeoise fut écrasée de manière décisive par les troupes prussiennes le 24 juillet 1866 à Tauberbischofsheim, juste quelques jours avant le cessez-le-feu entre la Prusse et l'Autriche. Le Wurtemberg signa alors un cessez-le-feu avec la Prusse le 1er août 1866. La guerre prit fin le 23 août avec le traité de Prague, où le Wurtemberg dut reconnaître la récente création par la Prusse de la confédération de l'Allemagne du Nord et payer des indemnités de guerre à la Prusse.
Auparavant, le Wurtemberg, tout comme la Bavière et le Bade, avait dû conclure une alliance de protection et de défense à tenir secrète au début, garantissant l'intégrité territoriale, mais confiant le commandement militaire à la Prusse en cas de guerre. Après la guerre, le parti national-libéral allemand, dirigé par Julius Hölder, fut créé au Wurtemberg, visant à l'adhésion du Wurtemberg à la confédération de l'Allemagne du Nord. Il était opposé au parti populaire démocratique wurtembergeois, issu du parti progressiste libéral en 1864. Le parti populaire, dirigé par Karl Mayer, s'allia avec des conservateurs et des représentants du catholicisme pour empêcher la domination d'un État national par la Prusse.
Lors de la guerre franco-prussienne de 1870, l'armée wurtembergeoise fut placée ssous le commandement suprême prussien conformément à l'alliance conclue. Pendant la guerre, le Wurtemberg signa le 25 novembre 1870 le Traité de novembre avec la confédération de l'Allemagne du Nord, rejoignant ainsi celle-ci. Cette adhésion fut effectuée avec la Constitution fédérale du 1er janvier 1871 proclamant l'Empire allemand, où le Wurtemberg obtint quatre voix sur 58 au Bundesrat. Sur les 397 députés du Reichstag, 17 venaient du Wurtemberg. Le royaume gardait comme compétence la gestion de l'administration des chemins de fer, des postes et des télécommunications, de revenus provenant des taxes sur la bière et les spiritueux, ainsi que d'une administration militaire distincte sous le commandement suprême prussien.
Le déclin politique du pays et de la dynastie régnante, associé à l'entrée dans l'Empire allemand, fut compensé par une forte affirmation de l'identité wurtembergeoise. En 1876, le gouvernement fut réorganisé. La principale réforme fut la création d'un ministère d'État dirigé par le ministre-président Hermann von Mittnacht. Le roi Charles se retira des affaires gouvernementales opérationnelles au cours des années suivantes et se consacra, avec la reine Olga, à des tâches culturelles et sociales plus importantes. Bien qu'il fût le chef (Summenepiskopus) de l'Église évangélique du Wurtemberg, il attachait une grande importance à l'extension des droits de la minorité catholique. Ainsi, le royaume de Wurtemberg fit l'économie d'une lutte culturelle comme celle qu'avait connue la Prusse.
A un âge avancé, l'homosexualité du roi Charles, bien qu'elle ne fût pas évidente pour la population en général, provoqua presque une crise d'État. Charles Woodcock; un Américain, employé par le roi depuis 1883, fut critiqué de plus en plus à cause de ses exigences personnelles, jugées arrogantes par le gouvernement, et de son comportement. Il fut également attaqué par la presse. Le conflit qui en résulta entre le roi et le ministre-président Mittnacht en 1888 put être résolu grâce à l'intervention de Bismarck et au renvoi de Woodcock.
Le roi Charles mourut le 6 octobre 1891. Comme il n'avait pas d'enfant biologique, la régence passa à Guillaume II, fils de son cousin le prince Frédéric de Wurtemberg et de sa sœur la princesse Catherine de Wurtemberg.
Guillaume, qui s'était retiré du service militaire en 1882 à l'âge de 34 ans, était très distant vis-à-vis du comportement de représentation du Kaiser Guillaume II et de nombreux autres souverains des États fédéraux allemands. Contrairement à ses prédécesseurs, il n'avait pas contracté de mariage avec l'une des grandes dynasties européennes. Lorsque sa première femme, Marie de Waldeck-Pyrmont, mourut en 1882, il ne la pas fit enterrer dans la crypte familiale du château de Louisbourg, mais de manière civile au cimetière de la ville. En tant que roi, il ne résidait pas dans le Nouveau Palais de Stuttgart, mais habitait au Palais Guillaume, lequel correspondait par sa taille et son équipement à une villa bourgeoise de l'époque. Il renonça à la formule, alors courante parmi les monarques, "Par la Grâce de Dieu" sur son papier à lettres et portait des costumes civils plutôt que des uniformes. En tant que "roi du peuple", il était très respecté par la population. Politiquement, il se conformait à la majorité parlementaire. Son style de gouvernement ressemblait davantage à celui d'un président. Bien qu'il nommât les ministres conformément à la Constitution, il leur laissait, ainsi qu'au Landtag, une grande part du travail politique. Son domaine personnel était la promotion de la culture, contribuant ainsi de manière décisive à l'affirmation de l'identité culturelle du Wurtemberg dans l'Empire fédéral.
Sous le règne de Guillaume II, le Wurtemberg était dirigé de manière plus démocratique que les autres États fédéraux allemands. Alors qu'en Prusse, le système électoral était des trois classes, presque tous les hommes de plus de 25 ans pouvaient voter pour la Deuxième Chambre du Landtag du Wurtemberg. La structure économique et sociale était plutôt caractérisée par la classe moyenne que par l'industrie lourde. En conséquence, l'urbanisation et la misère des travailleurs qui en découlait étaient moins prononcées que dans d'autres parties de l'Empire allemand. Néanmoins, notamment à Stuttgart, il y avait une misère notable et croissante parmi la classe ouvrière. Les initiatives sociales bourgeoises telles que la construction de logements ouvriers et la fondation de coopératives de consommateurs ne purent éliminer la misère des travailleurs, mais elles contribuèrent à améliorer les conditions de vie de la classe ouvrière par rapport à la région de la Ruhr ou à Berlin.
Le mouvement ouvrier, qui s'organisa également au Wurtemberg à partir du milieu du XIXe siècle, était plus modéré que celui de la Prusse. Il bénéficia de la politique libérale de Charles et de Guillaume II de Wurtemberg. Le premier syndicat ouvrier fut fondé à Stuttgart en mai 1848. La première association de type syndical fut le Gutenberg-Verein der Buchdrucker, fondé également à Stuttgart en 1862. La loi sur les socialistes, en vigueur de 1878 à 1890 dans l'Empire allemand, fut tout d'abord strictement appliquée, mais elle fut considérablement assouplie au fil des ans en Wurtemberg, permettant à des personnalités notables de la social-démocratie comme Johann Heinrich Wilhelm Dietz, Wilhelm Blos, Georg Bassler et Karl Kautsky de s'engager relativement librement à Stuttgart. Après l'abrogation de la loi sur les socialistes en 1890, une vague de fondation de cercles sociaux-démocrates eut également lieu en Wurtemberg. Stuttgart devint le centre des efforts syndicaux. La Fédération allemande des travailleurs de la métallurgie, fondée en 1891, avait également son siège à Stuttgart. L'objectif du travail syndical était initialement de réduire la durée du travail. Un premier succès fut l'introduction de la journée de neuf heures chez Bosch en 1894.
Les élections législatives de 1895 donnèrent une forte majorité aux factions démocratiques. La prédominance du Parti allemand fut brisée. La nouvelle majorité était formée par le parti populaire démocratique du Wurtemberg et le Zentrum catholique fondé avant les élections. Le SPD entra pour la première fois au Landtag avec deux sièges. Dans les années suivantes, le parlementarisme se développa. Un spectre politique moderne de conservateurs, de nationaux-libéraux, du parti du peuple, du Zentrum et du SPD se développa. Les principaux dirigeants politiques de la fin de la monarchie wurtembergeoise étaient, pour les conservateurs Heinrich von Kraut et Theodor Körner, pour le parti populaire démocratique Friedrich Payer et Conrad Haußmann, pour le Zentrum Adolf Gröber et pour le SPD Wilhelm Keil. Au niveau communal, les sociaux-démocrates participèrent rapidement à la politique et trouvèrent souvent un consensus politique avec les partis bourgeois.
Au Landtag, en revanche, la faction social-démocrate ne vota en faveur du budget de l'État du Wurtemberg qu'une seule fois, en 1907. Cela était en échange du Congrès international socialiste qui se tint à Stuttgart en août de la même année, le premier du genre sur le sol allemand. Les autorités wurtembergeoises soutinrent les organisateurs du congrès, au grand mécontentement du Kaiser et du gouvernement impérial à Berlin. Environ 900 délégués, dont la militante des droits des femmes Clara Zetkin, résidente de Stuttgart, et le révolutionnaire russe Lénine, furent accueillis avec hospitalité et furent même autorisés à utiliser la salle d'attente de première classe de la gare principale de Stuttgart. Le congrès put mener à bien son programme à la Liederhalle de Stuttgart et a organisé un événement majeur avec des discours publics sur le Cannstatter Wasen, auquel participèrent plus de 30 000 personnes.
Étant donné que le roi Guillaume II n'avait pas de fils, il était prévisible que la succession au trône passerait de la ligne protestante de la maison de Wurtemberg à la ligne catholique avec Albrecht de Wurtemberg. Cette perspective alarma la bourgeoisie libérale protestante influente de Wurtemberg, et cela conduisit à de nombreuses discussions sur la future relation entre l'Église et l'État. Une situation quelque peu paradoxale mais similaire s'était produite dans l'État voisin majoritairement catholique du Bade, où une dynastie protestante régnait, tandis qu'au Wurtemberg majoritairement protestant, une dynastie catholique pouvait prendre la succession.

### Première Guerre mondiale et fin du royaume
Le 1er août 1914, le royaume de Wurtemberg, tout comme les autres États fédérés du Bundesrat, autorisa le Chancelier du Reich, Theobald von Bethmann Hollweg, à déclarer la guerre à la France et à la Russie. Le roi Guillaume II signa ensuite l'appel aux armes à son peuple le 2 août, bien qu'il ne partageât pas l'enthousiasme général pour la guerre de la population. En 1918, 508 482 soldats wurtembergeois avait participé au conflit depuis le début de la guerre, ce qui correspondait à plus d'un cinquième de la population. 71 641 soldats wurtembergeois périrent au cours de la guerre.
A la suite de la révolution de novembre, le gouvernement wurtembergeois démissionna le 6 novembre 1918 pour laisser la place à un gouvernement parlementaire. Lorsque le secrétaire d'État Philipp Scheidemann proclama la république depuis une fenêtre du Reichstag à Berlin le 9 novembre, des manifestations eurent également lieu à Stuttgart. Les manifestants occupèrent le palais royal dans la matinée. L'après-midi, un gouvernement provisoire composé des deux partis socialistes SPD et USPD sous la direction de Wilhelm Blos fut formé au Landtag. Le roi Guillaume II quitta Stuttgart le soir du 9 novembre et s'installa au pavillon de chasse de Bebenhausen. Le 30 novembre, le septuagénaire renonça au trône et prit le titre honorifique de duc de Wurtemberg. Le Wurtemberg devint un État populaire dans le cadre de la république de Weimar.

## Structure de l'État et l'administration

### La Constitution
La Constitution du royaume de Wurtemberg, promulguée le 25 septembre 1819 par le roi Guillaume Ier, comportait dix chapitres et un total de 205 articles. 

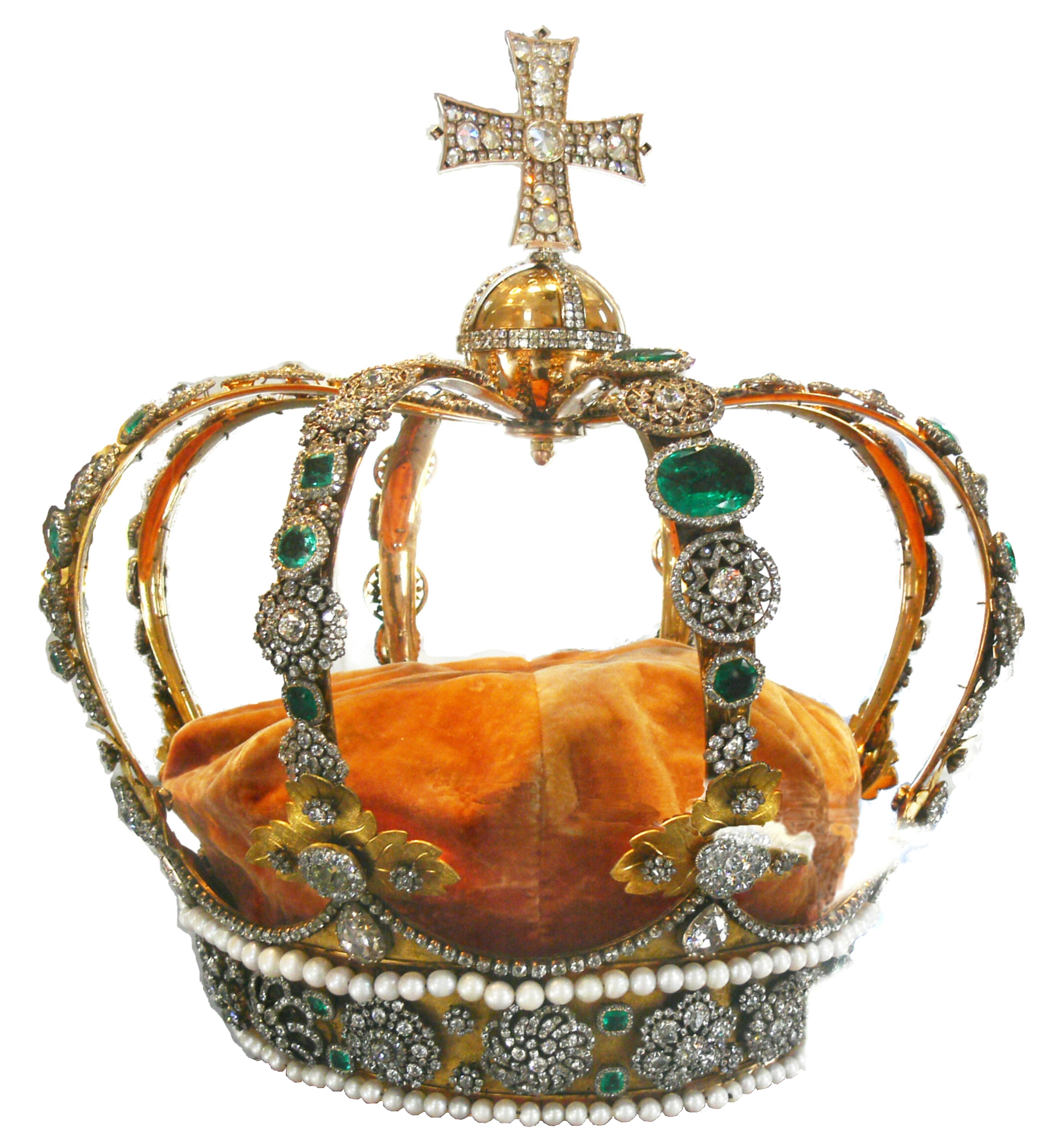
Joyaux de la couronne de Wurtemberg à Stuttgart

Le chapitre I définissait le Wurtemberg en tant qu'État membre de la Confédération germanique.
Le chapitre II définissait le roi en tant que chef de l'État et réglementait la succession au trône. Le roi était le seul détenteur du pouvoir d'État, qu'il ne pouvait toutefois exercer que dans les limites de la Constitution. Il avait notamment le pouvoir de nommer et de révoquer les membres du Gouvernement représentés au Conseil privé. Il représentait l'État à l'étranger, avait le droit d'initiative législative, promulguait des ordonnances et exerçait la supervision supérieure de la justice.
Le chapitre III régissait les droits et devoirs des citoyens. L'État était tenu de garantir les droits des citoyens, notamment la liberté individuelle, la liberté de circulation, la liberté d'entreprise et la propriété. La liberté de la presse était soumise à réserve de loi.
Le chapitre IV régissait l'organisation et les missions du Conseil privé et de l'administration. Le Conseil privé perdit de son importance avec la formation d'un gouvernement légitimé par le Parlement en 1848 sous Friedrich von Römer. À partir de 1876, le gouvernement fut transféré au nouveau ministère d'État sous le gouvernement de Mittnacht. Le Conseil privé continua d'exister jusqu'en 1911 en tant qu'organe consultatif du roi. La Constitution prévoyait les ministères de la Justice, des Affaires étrangères, de l'Intérieur, de la Guerre et des Finances. Les ministres respectifs faisaient partie du Conseil privé et plus tard du ministère d'État. En 1848, le ministère des cultes et de l'enseignement fut séparé du ministère de l'Intérieur. Tous les membres du Conseil privé étaient nommés et révoqués par le roi.
Le chapitre V régissait les droits des municipalités et des entités territoriales selon le principe de l'autonomie communale.
Le chapitre VI définissait la relation des trois églises chrétiennes présentes dans le royaume avec l'État.
Le chapitre VII concernait l'exercice du pouvoir d'État. La législation était soumise à l'approbation des États territoriaux ; toutes les lois devaient être conformes à la Constitution. Le pouvoir judiciaire était indépendant.
Le chapitre VIII régissait les finances.
Le chapitre IX définissait la composition et l'organisation des États territoriaux, dont la principale mission était de participer à la législation en approuvant les projets de loi présentés par le gouvernement. Les États territoriaux étaient organisés selon un système bicaméral. Les membres de la première chambre, appelée Chambre des seigneurs (en allemand : Kammer der Standesherren), étaient les princes de la maison royale, les représentants de la noblesse et des anciennes communautés nobles de l'ancien Wurtemberg, ainsi que des membres nommés par le roi à vie ou héréditairement. La seconde chambre, appelée Chambre des députés (en allemand : Kammer der Abgeordneten), était composée de membres de droit, de 13 représentants élus de la noblesse chevaleresque et de représentants élus par le peuple des villes et des districts supérieurs. La durée du mandat était de six ans. Les députés élus étaient libres de toute instruction.
Le chapitre X régissait l'organisation et les missions de la Cour constitutionnelle d'État.
Après la révolution allemande de 1848, une assemblée constituante territoriale fut mise en place et dissoute par le roi après son élection.
Des modifications significatives de la Constitution et de son application eurent lieu lors de la fondation de l'Empire allemand en 1871 et en vertu des lois constitutionnelles de 1906 et 1911. En 1906, le système bicaméral fut redéfini, de sorte que seuls des députés élus par le peuple étaient autorisés à siéger dans la seconde chambre. Dans le même temps, le suffrage universel et égalitaire fut introduit pour la seconde chambre. La modification constitutionnelle de 1911 abolit définitivement le Conseil privé.

### Organisation administrative
En 1810, le royaume de Wurtemberg fut divisé en douze bailliages regroupés en 64 districts supérieurs. En 1818, les douze bailliages furent été remplacés par quatre circonscriptions appelées cercles (en allemand : Kreise), lesquels furent dissous le 1er avril 1924. Le district du Danube avait son siège à Ulm, le district de la Neckar à Louisbourg, le district de la Jagst à Ellwangen et le district de la Forêt-Noire à Reutlingen.
Liste des bailliages du royaume de Wurtemberg :
| Grand-bailliage d'Aalen Grand-bailliage d'Albeck (jusqu'en 1819) Grand-bailliage de Backnang Grand-bailliage de Balingen (de) Grand-bailliage de Besigheim (de) Grand-bailliage de Biberach (de) Grand-bailliage de Blaubeuren (de) Grand-bailliage de Böblingen (de) Grand-bailliage de Brackenheim (de) Grand-bailliage de Calw (de) Grand-bailliage de Cannstatt (de) Grand-bailliage de Crailsheim Grand-bailliage d'Ehingen (de) Grand-bailliage d'Ellwangen Grand-bailliage d'Esslingen (de) Grand-bailliage de Freudenstadt (de) Grand-bailliage de Gaildorf | Grand-bailliage de Geislingen (de) Grand-bailliage de Gerabronn (de) Grand-bailliage de Gmünd (de) Grand-bailliage de Göppingen (de) Grand-bailliage d'Hall (de) Grand-bailliage d'Heidenheim Grand-bailliage d'Heilbronn (de) Grand-bailliage d'Herrenberg (de) Grand-bailliage d'Horb (de) Grand-bailliage de Kirchheim (de) Grand-bailliage de Künzelsau (de) Grand-bailliage de Laupheim (de) Grand-bailliage de Leonberg (de) Grand-bailliage de Leutkirch (de) Grand-bailliage de Lorch (jusqu'en 1819) Grand-bailliage de Louisbourg (de) Grand-bailliage de Marbach (de) | Grand-bailliage de Maulbronn (de) Grand-bailliage de Mergentheim (de) Grand-bailliage de Münsingen (de) Grand-bailliage de Nagold (de) Grand-bailliage de Neckarsulm (de) Grand-bailliage de Neresheim Grand-bailliage de Neuenbürg (de) Grand-bailliage de Nürtingen (de) Grand-bailliage d'Oberndorf (de) Grand-bailliage d'Öhringen (de) Grand-bailliage de Ravensbourg (de) Grand-bailliage de Reutlingen (de) Grand-bailliage de Riedlingen (de) Grand-bailliage de Rottenburg (de) Grand-bailliage de Rottweil (de) Grand-bailliage de Saulgau (de) Grand-bailliage de Schorndorf (de) | Grand-bailliage de Spaichingen (de) Grand-bailliage de Stuttgart (de) Grand-bailliage de Sulz (de) Grand-bailliage de Tettnang (de) Grand-bailliage de Tübingen (de) Grand-bailliage de Tuttlingen (de) Grand-bailliage d'Ulm Grand-bailliage d'Urach (de) Grand-bailliage de Vaihingen (de) Grand-bailliage de Waiblingen (de) Grand-bailliage de Waldsee (de) Grand-bailliage de Wangen (de) Grand-bailliage de Weinsberg (de) Grand-bailliage de Welzheim Grand-bailliage de Wiblingen (de) (jusqu'en 1842) |

### L'administration communale
Après l'adoption de la constitution de 1819, le principe de l'autonomie communale s'appliquait dans les municipalités wurtembergeoises, dont l'organisation pratique était définie par l'édit administratif du 1er mars 1822. Le chef de village, appelé « Stadtschultheiß » dans les villes et « Schultheiß » dans les villages, était élu à vie par les électeurs parmi trois candidats. Il représentait la commune et présidait le conseil municipal. Le conseil municipal était composé de 7 à 21 membres en fonction de la taille de la commune, également élus à vie. Pour les affaires courantes, plusieurs comités étaient mis en place, le plus important étant le « Kirchenkonvent », élargi par le pasteur et le tuteur de la fondation. Le deuxième organe de la commune était le « Bürgerausschuss », dont les membres étaient élus pour un mandat déterminé. Les décisions du conseil municipal étaient soumises à l'audition et à l'approbation du Bürgerausschuss. Les fonctionnaires communaux comprenaient le greffier municipal, dont les fonctions étaient souvent combinées à celles du Schultheiß dans les petites communes, et le « Gemeindepfleger » chargé de la gestion financière et comptable. Le Gemeindepfleger ne pouvait pas être en même temps greffier municipal. Si le Schultheiß ou le Gemeindepfleger ne possédait pas les qualifications nécessaires pour leurs tâches, les municipalités devaient employer un actuaire administratif, fourni par les districts respectifs aux frais de la commune. Par une loi du 6 juillet 1849, l'élection des conseillers municipaux à vie fut abolie et remplacée par une période de mandat de six ans. L'élection à vie des chefs de village ne fut abolie que par la loi municipale du 28 juillet 1906.
Les principales tâches de la commune étaient l'assistance sociale, l'éducation et les affaires de police locale. La compétence judiciaire n'appartenait pas aux communes. Cependant, les Kirchenkonvente pouvaient imposer de petites amendes et des peines d'arrestation pour des questions de moralité. Le chef de village, en tant que juge de paix, ne pouvait pas rendre de jugements, mais pouvait agir en tant que médiateur dans les litiges civils pour parvenir à un accord ou, dans les affaires de poursuites privées, faciliter un règlement extrajudiciaire appelé « Sühneversuch ». Selon le Code pénal de la police du 2 octobre 1839, le conseil municipal et le chef de village étaient autorisés à infliger des peines dans des affaires pénales spécifiques.
La collectivité territoriale supérieure à la commune était l'« Oberamt ». Les « Oberämter » avaient, en plus de leurs propres tâches définies dans le cadre de l'autonomie communale, des responsabilités étatiques déléguées par le pays. De plus, ils assumaient volontairement un grand nombre d'obligations légales des communes, telles que l'entretien des routes communales. Les organes de l'Oberamt étaient le « Oberamtmann » et l'« Amtsversammlung », où toutes les communes de l' Oberamt étaient représentées. Elle se réunissait une à deux fois par an. Les affaires courantes étaient gérées par le « Ausschuss de l'Amtsversammlung », qui nommait un secrétaire comme président et vice-président de l'Oberamtmann. Un trésorier de l'Oberamt était nommé pour la gestion financière, ayant un siège et une voix consultative à l'Amtsversammlung.
Avec la réforme administrative après l'accession au pouvoir de Guillaume Ier, l'administration est séparée du judiciaire. Pour ce faire, un tribunal de district avec un juge de district comme président a été établi dans chaque Oberamt. Le tribunal de district était responsable de l'exécution des actes juridiques formels dans le Oberamt et les communes associées, avec des notaires de district et des notaires adjoints leur fournissant une assistance.

### L'administration territoriale
L'exécutif était placé sous la direction du roi et était confié aux différents ministères. Il existait les cinq ministères classiques de la Justice, des Affaires étrangères, de l'Intérieur, de la Guerre et des Finances, auxquels s'ajoutait à partir de 1848 un ministère de la Culture initialement appelé ministère des Affaires ecclésiastiques et de l'Éducation. L'administration de l'État était en partie décentralisée dans les quatre régions administratives appelées « Kreise » et en partie centralisée à travers les autorités centrales subordonnées aux ministères.
Des exemples d'autorités centrales relevant des différents ministères étaient, entre autres, la Commission des Haras d'État et la Direction générale des bureaux de poste du Wurtemberg relevant du ministère de l'Intérieur, les Archives d'État relevant du ministère des Affaires étrangères, ainsi que la Chambre de comptabilité supérieure et l'administration des caisses de l'État relevant du ministère des Finances. Chaque autorité centrale était dirigée par un directeur.
Les circonscriptions avaient, à leur création en 1818, environ autant d'habitants qu'un département français. Chaque circonscription était dotée d'un gouvernement, d'une chambre des finances et d'un tribunal. Les gouvernements de circonscription étaient notamment l'autorité supérieure en matière de police locale et d'économie publique. Leurs tâches comprenaient, jusqu'en 1848, la promotion de l'agriculture, de l'industrie et du commerce, et jusqu'en 1872, la construction des routes. Ils étaient également l'autorité de surveillance des arrondissements dans leur région.
En plus de la police locale, la gendarmerie (en allemand : Landreuterkorps (« corps des cavaliers de la campagne »)) a été mise en place à partir de 1807 en tant que police nationale, et a été rebaptisée Corps des chasseurs terrestres en 1823. Elle avait pour mission de soutenir les autorités nationales et municipales dans leur travail de maintien de l'ordre et de poursuite des actes criminels. Le Corps des chasseurs terrestres était organisé sur le plan militaire. Il était dirigé par le commandant du corps, qui supervisait les commandants de district dans les quatre circonscriptions. Il comptait 441 hommes en 1823, répartis dans les arrondissements et dirigés par un commandant de poste dans chaque arrondissement.

### L'armée
Avant même sa création en tant que royaume en 1806, le Wurtemberg disposait déjà sa propre armée, et cela jusqu'à l'abolition de la monarchie lors de la révolution allemande 1918, et même pour une courte période après cette date. Cependant, avec la création de l'Empire allemand en 1871, elle fut intégrée dans les structures de commandement de l'armée prussienne et devint ainsi une partie de l'armée allemande de 1871 à 1918. Contrairement au royaume voisin de Bavière, qui put conserver son autonomie militaire complète même après 1871, le Wurtemberg ne réussit pas à obtenir ce degré d'autonomie après l'unification. À l'instar du royaume de Saxe, sa souveraineté militaire demeura limitée. Le ministère de la Guerre du Wurtemberg, fondé en 1806, continua d'exister jusqu'en 1919.
Lors de son accession au trône en tant que duc de Wurtemberg, Frédéric II hérita d'une armée permanente de 4 264 hommes et de 465 chevaux. En 1805, à l'occasion du conflit opposant la Troisième Coalition contre la France, le Wurtemberg dut fournir un contingent de 6 300 hommes avec 800 chevaux et 16 canons, mais celui-ci ne fut pas engagé dans des combats.

En 1806, lorsque Frédéric II devint roi, l'armée wurtembergeoise comptait déjà 9 928 hommes et 1 510 chevaux. Parmi eux, 8 109 étaient des fantassins, 1 353 des cavaliers avec 1 270 chevaux, et 466 des artilleurs avec 240 chevaux. L'adhésion à la confédération du Rhin rendit nécessaire la levée d'un contingent de 12 000 hommes pour le Wurtemberg. Pour cela, le roi Frédéric Ier promulgua le 6 août 1806 une loi sur la conscription militaire, basée sur le principe du service militaire obligatoire.

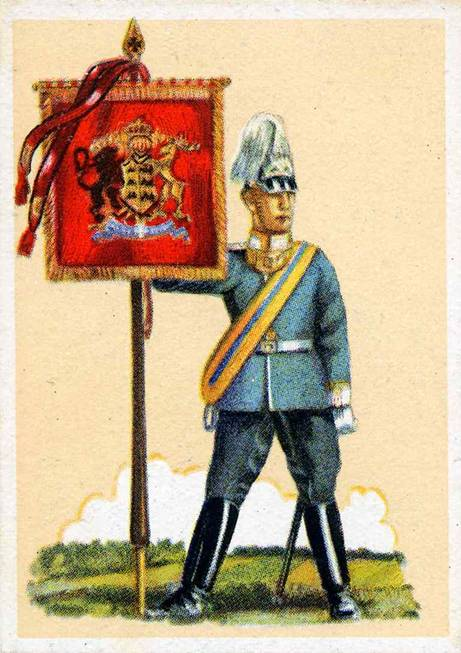
Soldat de dragon wurtembourgois du XIXe siècle

Au cours de la guerre de la Quatrième Coalition en 1806, les troupes wurtembergeoises, fortes de 12 000 hommes d'infanterie et de 1 500 chevaux, furent principalement utilisées pour assiéger les forteresses prussiennes de Glogau, Breslau, Schweidnitz, Neisse et Kolberg. Pour affronter la Cinquième Coalition en 1809, 13 000 hommes, 2 600 chevaux et 22 canons wurtembergeoises furent engagés dans la bataille. Ils furent déployés lors de la bataille d'Eckmühl, suivie de combats le long du Danube. En 1809, le Wurtemberg comptait au total 28 600 hommes sous les armes, ainsi que 3 844 chevaux et 36 canons.
Pour la campagne de Russie en 1812, le Wurtemberg a contribué à la Grande Armée avec 15 800 hommes, 3 400 chevaux et 30 canons. Bien que 2 400 hommes aient atteint Moscou, la majeure partie de leur contingent périt misérablement lors de la retraite hivernale à cause du froid, des maladies et de l'armée russe poursuivante. Après cette catastrophe militaire, le Wurtemberg dut fournir à nouveau 11 600 hommes et 2 700 chevaux pour l'empereur en 1813 contre la coalition de la Russie, de la Prusse et de l'Autriche, subissant à nouveau de lourdes pertes lors des batailles de Bautzen, Lauban, Großgörschen et Dennewitz.
Après s'être désolidarisé de Napoléon à la fin de 1813 et avoir rejoint les puissances alliées contre la France, le Wurtemberg mobilisa en 1814, 24 000 hommes, 2 900 chevaux et 24 canons pour avancer vers Paris. À la fin des guerres de coalition en 1815, l'armée comprenait un total de 22 734 hommes et 2 967 chevaux. Il y avait notamment 16 485 hommes d'infanterie, 3 399 hommes de cavalerie et 2 138 hommes d'artillerie. En outre, il y avait 456 gendarmes avec 63 chevaux, 190 membres du Corps des invalides d'honneur et 66 officiers de différents états-majors. Cela se traduisait par 24 bataillons d'infanterie, 24 escadrons de cavalerie et 13 compagnies d'artillerie et d'ouvriers.
1815 vit la période belliqueuse du royaume de Wurtemberg s'achever jusqu'au déclenchement de la Première Guerre mondiale. Les guerres de coalition et de libération entraînèrent la perte totale de 269 officiers et de 26 623 soldats pour l'armée wurtembergeoise. Environ 75 % de ces pertes eurent lieu en 1812 et 1813. Les budgets militaires ordinaires s'élevèrent entre 1810 et 1816 à 3,8 millions de florins, soit environ 33 % des dépenses de l'État. Les pertes économiques des années de guerre de 1792 à 1813 furent estimées à environ 65 millions de florins, sans inclure les budgets militaires ordinaires.
Lorsque le roi Guillaume Ier monta sur le trône, il réorganisa l'armée en 1817, ce qui se traduisit principalement par une réduction des effectifs. L'armée wurtembergeoise, à l'époque de la Confédération germanique, se composait de huit régiments d'infanterie, chacun comprenant deux bataillons de quatre compagnies. Deux de ces huit régiments étaient répartis sur quatre brigades au total. Chaque deux brigades appartenaient aux deux divisions d'infanterie. L'infanterie avait désormais un effectif nominal de 11 352 hommes. La cavalerie, avec 2 851 hommes, se composait d'une division avec deux brigades, chacune comprenant deux régiments. Chacun de ces quatre régiments de cavalerie comprenait quatre escadrons. Il y avait également un escadron de garde à cheval de 163 hommes. Dans la brigade d'artillerie, il y avait un bataillon monté avec trois batteries et un bataillon à pied avec quatre batteries. L'artillerie comptait 1 113 hommes. À la tête de l'armée se trouvait le ministère de la Guerre, auquel était subordonné, depuis 1849, un commandement de corps appelé Korpskommando. Il y avait aussi un état-major général avec 16 officiers, un état-major du quartier général général avec une compagnie de pionniers et deux compagnies de garnison. Un escadron de chasseurs de 40 hommes assurait la sécurité interne de la troupe. Il y avait un service militaire obligatoire d'une durée de six ans, mais les conscrits pouvaient être libérés après leur formation de base. Par conséquent, au début du règne du roi Guillaume Ier, il n'y avait en fait plus que environ 6 500 hommes en service permanent.
En cas de défense de la Confédération germanique, le Wurtemberg devait fournir un contingent total de 13 955 hommes. De ce nombre, 10 816 étaient de l'infanterie, 1 994 de la cavalerie et 1 145 de l'artillerie et des pionniers. Ce contingent formait la 1ère division du VIIIe corps d'armée fédéral. Une puissante forteresse de la Confédération germanique sur le territoire du royaume de Wurtemberg était la forteresse d'Ulm.
En 1848, lors des troubles révolutionnaires, le 7e régiment d'infanterie de Louisbourg fut déployé pour sécuriser la frontière nord-ouest menacée de la région de la Tauber en Bade, tandis que le 8e régiment d'infanterie de Heilbronn fut utilisé pour réprimer les troubles dans la région de Hohenlohe. D'autres unités renforcèrent entre 1848 et 1849, la frontière nord de la Confédération germanique contre le Danemark et participèrent avec des troupes de Prusse, du Mecklembourg et de Hesse au soi-disant corps du Neckar pour réprimer la révolution en Bade.
Le déploiement militaire eut lieu ensuite lors de la guerre austro-prussienne en 1866 pendant laquelle le royaume était allié à l'Autriche. Dans le cadre du VIIIe corps d'armée fédéral, des unités wurtembergeoises furent impliquées dans les combats à Tauberbischofsheim. La défaite en 1866 a ouvert la voie à une réforme de l'armée sur le modèle prussien, menée par le futur ministre de la Guerre Albert von Suckow. Pendant la guerre franco-allemande, la division de campagne wurtembergeoise comprenait au total 15 bataillons, 10 escadrons, 54 pièces d'artillerie et deux compagnies de pionniers, qui faisaient partie de la Troisième Armée. Dans la bataille de Wœrth, 356 soldats wurtembergeois furent tués, et lors de la bataille de Champigny, il y eut 1 970 morts et blessés. Au total, 650 soldats wurtembergeoise perdirent la vie pendant le conflit dont 37 officiers, et environ 2 000 soldats furent blessés, dont 110 officiers.
À partir 1871, l'armée wurtembergeoise fut subordonnée au commandement général du XIIIe corps d'armée, basé à Stuttgart. La 1ère division royale wurtembergeoise devint la 26e division, dont le quartier général était à Stuttgart, et la 2e division royale wurtembergeoise est devenue la 27e division, dont le quartier général était à Ulm.

### Symboles et armoiries royales
Le blason du royaume de Wurtemberg se composait d'un écu oval entouré d'une couronne de chêne dorée, divisé en deux moitiés. Dans la moitié gauche figuraient les trois bois de cerf couchés de la maison de Wurtemberg, à droite les trois lions staufiens de l'ancien duché de Souabe. Les supports de l'écu étaient un lion noir et un cerf doré. Les supports se tenaient sur un ruban rouge et noir portant l'inscription « Furchtlos und trew » (« Sans peur et fidèle »). Au-dessus de l'écu se trouvaient un casque et la couronne du royaume de Wurtemberg.
Le drapeau du royaume était noir en haut et rouge en bas. Ces couleurs nationales furent introduites par décret du roi Guillaume Ier le 26 décembre 1816, remplaçant les couleurs noir-rouge-or introduites le 14 décembre 1809. Ce changement s'est produit notamment dans le contexte où les drapeaux tricolores étaient devenus populaires en Europe pendant la domination française. Après les guerres de libération, la symbolique révolutionnaire associée fut décriée cependant, le rouge et le jaune étaient désormais les couleurs nationales du nouveau voisin, le Bade, et le noir et le jaune étaient les couleurs des Habsbourg, de sorte que la seule combinaison bicolorée restante était le noir et le rouge.
Le royaume portait : parti au 1 d'or, à trois demi ramures de cerf de sable, qui est de Wurtemberg et au 2 d'or aux trois lions passant de sable, qui est de Souabe.

Drapeau du Royaume de Wurtemberg

### Monnaie
Jusqu'en 1824, le royaume utilise comme monnaie de compte le florin du Wurtemberg (en). Puis il adopte le florin d'Allemagne du Sud jusqu'en 1873, pour ensuite adopter le mark-or, tout en conservant son droit d'émission pour certaines monnaies d'argent et d'or. Le Vereinsthaler sert avant la réforme de 1873 d'unité de transaction entre États de la Confédération germanique.
La Monnaie de Wurtemberg possède un atelier de frappe ; le graveur général de 1875 à 1904 est Karl Schwenzer.

### Unités de mesure
À la suite d'une révision, en 1806, une loi imposa à tout le royaume le système de mesures et poids en vigueur au Wurtemberg. Ces anciennes unités de mesure et de poids restèrent en vigueur jusqu'à la fin de l'année 1871. Le 1er janvier 1872, les anciennes unités ont été remplacées par le système métrique établi en 1868.

## Économie
Le royaume de Wurtemberg fut essentiellement un État agraire pendant presque toute son existence. Ce n'est que dans les années 1890 que le début de l'ère industrielle commençait à se profiler également en Wurtemberg. De nombreuses entreprises encore renommées aujourd'hui furent fondées dès cette période.

### L'État agraire et ses crises
Le territoire de l'ancien duché de Wurtemberg a toujours eu un désavantage économique en raison de deux facteurs principaux : d'une part, il y avait peu de ressources minérales exploitables économiquement dans cette région. D'autre part, les conditions géographiques et topographiques (paysages vallonnés) étaient très peu favorables à la mise en place d'un réseau de transport fonctionnel, qui aurait pu entraîner un commerce étendu. Le centre de l'ancien Wurtemberg n'avait pas de voies navigables navigables, et même le royaume n'était initialement bien desservi par voie d'eau qu'à ses frontières à Ulm sur le Danube, sur le bas Neckar jusqu'à Heilbronn et sur le lac de Constance. Ainsi, les anciens centres souabes et alémaniques étaient tous situés en dehors du duché de Wurtemberg, tels que Augsbourg, Ulm, Ravensburg, Constance, Zurich, Bâle, Fribourg et Strasbourg.
En 1817, le Wurtemberg comptait environ 1 380 000 habitants répartis dans un total de 134 villes. Parmi celles-ci, seules cinq villes comptaient plus de 6 000 habitants : Stuttgart, la capitale avec 26 306 habitants, Ulm avec 11 417 habitants, Reutlingen avec environ 9 000 habitants, Heilbronn avec 6 830 habitants et Tübingen avec 6 630 habitants.
Le royaume de Wurtemberg était composé des régions de l'Altwürttemberg, principalement peuplées de protestants (environ un million de protestants) avec une inclination pour le piétisme, et des régions du Nouveau-Wurtemberg (de), fortement marquées par le catholicisme (environ 400 000 catholiques). Dans l'Altwürttemberg, la pratique du partage réel des biens dans le droit successorale a conduit à ce que les exploitations agricoles disposent de parcelles de plus en plus petites pour l'exploitation. La population rurale devait donc nécessairement trouver un complément de revenu en exerçant un métier artisanal. C'est ainsi qu'est née très tôt une compétence née de la nécessité et de la pénurie, qui est encore aujourd'hui proverbiale pour les Souabes, comme les Wurtembergeois aiment se désigner.
Dans les régions du Neuwürttemberg, cette situation était quelque peu différente en raison de la pratique plus répandue du droit de succession du fils aîné. Là-bas, un agriculteur pouvait souvent être un homme relativement aisé. Au début du XIXe siècle, plus des deux tiers de la population étaient encore actifs dans l'agriculture.
Dans l'ensemble, la situation économique du Wurtemberg au début du XIXe siècle était marquée par la pénurie et la misère pour de larges segments de la population, en raison de l'état de guerre prolongé de 1792 à 1815, ponctué seulement de courtes périodes de paix ou de cessez-le-feu. Bien que la plupart des batailles de cette époque n'aient pas eu lieu sur le territoire du royaume, les passages incessants de troupes, accompagnés de réquisitions, de confiscations de nourriture et de fourrage, voire de pillages et de ravages, ont été une oppression constante à cette époque. À cela s'ajoutaient les mauvaises récoltes à partir de 1811, qui ont entraîné en 1816 de graves pénuries alimentaires parmi les populations les plus pauvres. Dans cette terrible misère, des pains de famine étaient fabriqués, relativement abordables mais nettement plus petits que la normale, la farine étant coupée avec de la sciure ou d'autres additifs insuffisants. L'année 1817, marquée par une bonne récolte, a apporté le soulagement tant attendu de la pire des misères. Des fêtes de récolte joyeuses ont alors été célébrées dans tout le pays. Guillaume Ier réagit à la détresse surmontée en encourageant énergiquement l'agriculture afin de mieux faire face à de telles situations à l'avenir. Cela conduisit à la tenue annuelle à partir de 1818 d'une exposition agricole, prémices de la fête populaire de Cannstatt, et à la fondation de l'Institut agricole à Hohenheim.
Pendant que les prix agricoles augmentaient considérablement en raison de la pénurie pendant l'année de la famine de 1816, et que l'usure aux dépens des nécessiteux était un problème largement combattu, ils chutèrent progressivement à partir de 1817. Cette baisse des prix conduisit à une véritable crise agricole jusqu'en 1826, entraînant l'appauvrissement de la population rurale. Déjà en 1844, une nouvelle crise économique avec inflation et chômage se profilait, culminant en une nouvelle année de famine en 1847 avec des émeutes de la faim. La crise agricole persista jusqu'environ 1855.
Pendant toute la période de règne du roi Guillaume Ier, le royaume fut plus ou moins marqué par les effets du paupérisme. Principalement pour des raisons économiques et sociales, au moins 400 000 Wurtembergeois émigrèrent vers l'Europe de l'Est ou l'Amérique entre 1815 et la fondation de l'Empire allemand en 1871, ce qui représente une moyenne annuelle de 4 200 personnes. De 1800 à 1804 seulement, environ 17 500 personnes émigrèrent principalement vers l'Europe de l'Est, avant qu'une interdiction imposée par le roi Frédéric, en vigueur de 1807 à 1815, n'interdise l'émigration. Après la levée de l'interdiction, le nombre d'émigrants augmenta considérablement en 1816 et 1817, atteignant environ 20 000 personnes par an. Les raisons de l'émigration ne se limitaient pas seulement à la pauvreté et au chômage, mais aussi à la lourde charge fiscale et à l'arbitraire répandu des autorités. En particulier, le misérable système bureaucratique conduisit à la décision de quitter le pays, car pour beaucoup, il n'y avait pas de perspectives d'avenir sous ces répressions étatiques.
Étant donné que le manque de charbon excluait une industrialisation précoce du Wurtemberg et que la production de biens lourds était également entravée par les mauvaises conditions de transport, l'artisanat était principalement engagé dans la production de textiles et d'autres biens facilement transportables (mécanique de précision, construction d'instruments pour la science et l'art ainsi que des instruments de musique) lorsqu'il s'agissait d'exportation. Beaucoup des produits de l'artisanat étaient également destinés uniquement au marché intérieur, en particulier dans le secteur de la construction et de l'ameublement. L'artisanat est resté organisé en guildes jusqu'en 1862. Les manufactures et les rares usines tiraient principalement leur énergie de la force hydraulique, de sorte que le long du Neckar, comme à Esslingen et à Cannstatt, les foyers de l'industrie en Wurtemberg étaient situés. Ce n'est qu'en 1895 que la puissance de la vapeur dépassa la force hydraulique en Wurtemberg.

### Développement industriel
Friedrich List, un économiste national méconnu de son époque, avait préformulé de nombreuses idées qui aidèrent lentement le Wurtemberg à sortir de sa misère économique. Cela incluait la fondation de l'Union douanière de l'Allemagne du Sud en 1828 et de l'Union douanière allemande en 1834, dont le roi Guillaume Ier avait un grand intérêt pour la création, tout comme l'amélioration constante des routes terrestres et fluviales. Les défis auxquels cela a conduit peuvent être illustrés par la gestion de la Geislinger Steige sur la montée d'Alb et de la Neue Weinsteige à Stuttgart. Le développement du Neckar en tant que voie navigable fut initié par le directeur de la construction navale de Stuttgart, Karl August Friedrich von Duttenhofer (de), avec la construction du Wilhelmskanal près de Heilbronn de 1819 à 1821. En 1841, la navigation à vapeur sur le Neckar atteignit Heilbronn, mais en amont, l'utilisation économique des bateaux à aubes échoua en raison des conditions défavorables de la rivière. Des bateaux à vapeur naviguaient déjà sur le lac de Constance depuis 1824.
Une autre idée promue par Friedrich List était le développement du transport ferroviaire en Allemagne. En 1843, une compagnie de chemin de fer d'État fut fondée dans le Wurtemberg. Il s'agissait d'un investissement majeur et visionnaire dans l'avenir du pays, car à cette époque, le pauvre pays agricole ne pouvait en réalité pas se permettre sa propre ligne de chemin de fer dans un terrain topographiquement difficile. La décision de créer les Chemins de fer d'État royaux du Wurtemberg (Königlich Württembergischen Staats-Eisenbahnen) était simultanément une décision de s'endetter. La dette publique passa de 36 millions de marks en 1845 à 653 millions de marks en 1913, dont 633 millions étaient attribuables aux chemins de fer d'État. Néanmoins, l'histoire du chemin de fer dans le Wurtemberg a été un succès à long terme pour le pays. Il favorisa l'intégration des régions et accru les communications, notamment parce que des lignes télégraphiques avaient également été construites le long des rails. L'importance du transport ferroviaire pour le Wurtemberg est également exprimée dans la chanson populaire "Auf de schwäbsche Eisebahne" (Sur la ligne de chemin de fer souabe). Étroitement liée au chemin de fer est l'histoire de la société Maschinenfabrik Esslingen est fondée en 1846.
Après les années révolutionnaires 1848-49, sous le gouvernement de Linden, la situation politique devint plus oppressante, mais le développement économique a désormais pris un meilleur cap, notamment grâce aux meilleures routes et au chemin de fer, qui facilitèrent également le commerce des produits agricoles. Les terres agricoles utilisées économiquement se répartissaient à environ 44,9 % en terres arables et jardins, à 1,1 % en vignobles, à 17,9 % en prairies et pâturages et à 30,8 % en forêts. Environ 90 % des quelque 360 000 familles du Wurtemberg possédaient des biens immobiliers en 1857. Seulement environ un tiers d'entre elles étaient des agriculteurs à temps plein. Parmi ceux-ci, seule une très petite partie, principalement dans le sud de la Haute-Souabe, possédait plus de 30 acres de terres. Cela a contraint une grande partie de la population à trouver un revenu supplémentaire dans d'autres secteurs économiques, en particulier dans les industries textile, du bois et de la construction. Travailler simultanément dans l'agriculture et dans le secteur commercial était typique du Wurtemberg. Les principaux produits agricoles étaient l'avoine, l'épeautre, le seigle, le blé, l'orge, le houblon, les raisins, les pois, les haricots, le maïs, les fruits (principalement les cerises et les pommes), le tabac ainsi que les produits du jardin et la laiterie. De plus, un nombre considérable de bovins, de moutons et de porcs étaient élevés et une attention considérable était également portée à l'élevage de chevaux.
Le gouvernement, en collaboration avec Ferdinand von Steinbeis (de), s'engageait fortement dans la promotion de l'agriculture, de l'artisanat, du commerce et de l'industrie. En 1861, la Bourse de Stuttgart fut fondée, bien qu'il n'y ait encore que peu de grandes entreprises dans le royaume. La finance des entreprises plus importantes posait souvent problème car le système bancaire et financier du pays était peu développé. Une exception était la Königlich Württembergische Hofbank ("Banque royale du Wurtemberg") à Stuttgart, qui remontait à la fondation par la famille de Madame Kaulla au début du XIXe siècle. La Banque royale gérait non seulement les affaires financières du roi, mais accordait également des prêts pour les nouvelles entreprises. Plus tard, Kilian von Steiner contribua également de manière significative dans ce domaine. L'importance du commerce et de l'artisanat au Wurtemberg en 1861 se manifeste par le nombre d'entreprises artisanales : environ 85 entreprises artisanales pour 1 000 habitants, un taux de densité exceptionnellement élevé par rapport au reste de l'Allemagne. Ce grand nombre d'artisans qualifiés était un avantage pour le début de l'industrialisation. Avec la disparition des corporations en 1862, des écoles de formation professionnelle furent créées. Le député du Landtag, Karl Wilhelm Weigle, s'occupait notamment de la promotion de l'industrie textile. En 1854, l'école de tissage de Reutlingen fut fondée. En plus de l'industrie textile, les produits manufacturés comprenaient principalement des articles en fer et en acier ainsi que des articles en or et en argent, nécessitant un savoir-faire particulier dans leur fabrication. La production de papier s'est également développée à Heilbronn et à Ravensbourg, avec mention de la première machine à papier allemande de Johann Jakob Widmann. Le royaume du Wurtemberg exportait principalement du bétail, des céréales, du bois, du sel provenant de la saline de Friedrichshall à Jagstfeld, de l'huile, du cuir, des tissus de coton et de lin, de la bière, du vin et des spiritueux. On peut citer le champagne Kessler d'Esslingen, où Georg Christian Kessler produisait le plus ancien champagne d'Allemagne depuis 1823. Des instruments de musique (pianos) ainsi que des produits de haute qualité en mécanique fine étaient également fabriqués. Le commerce se concentrait dans les grandes villes telles que Stuttgart, Ulm, Heilbronn et Friedrichshafen. Stuttgart était surnommée le "Leipzig du Sud de l'Allemagne" en raison de son secteur éditorial et de sa librairie bien développée, notamment la maison d'édition Cotta.
Avec la création de l'Empire allemand, le Gulden fut remplacé par le Mark comme monnaie, et le système métrique a été introduit comme nouveau système de mesure. La période de croissance économique constante depuis environ 20 ans connut un essor fulgurant pendant la Gründerzeit, mais qui subit un sérieux revers lors du krach boursier de Vienne en 1873. Sur le plan économique, le royaume du Wurtemberg ne put apporter une grande contribution à la dynamique de l'Empire allemand, qui existait de 1871 à 1918. La part des Wurtembergeois dans la population de l'Empire est passée de 4,4 % en 1871 à 4,1 % en 1891, puis à 3,7 % en 1916, année de guerre. En 1913, le revenu moyen par habitant au Wurtemberg était de 1 020 marks, soit seulement environ 88 % de la moyenne nationale. Le caractère encore très rural et de petites villes du pays avant la Première Guerre mondiale est également évident dans les chiffres suivants. En 1910, seulement un cinquième des Wurtembergeois vivaient dans une ville de plus de 20 000 habitants, tandis que pour l'ensemble de l'Empire allemand, c'était un tiers. Seul un neuvième des Wurtembergeois vivait à Stuttgart, la seule grande ville du Wurtemberg. En revanche, un cinquième de la population totale de l'Empire vivait dans une grande ville. Ces chiffres montrent également que les usines du Wurtemberg étaient réparties dans tout le pays et ne se concentraient pas dans quelques centres urbains. Les nombreuses entreprises de taille moyenne permettaient encore à leurs employés de cultiver leur propre terre en tant que paysans à temps partiel. La moindre prolétarisation de la main-d'œuvre décrite et l'orientation modérée du socialisme avaient également leur origine dans cette situation. En 1875, près de 288 000 personnes travaillaient dans des entreprises industrielles. Déjà, 71 000 entreprises employaient plus de cinq aides. La grande majorité des employés travaillaient dans l'industrie textile et de l'habillement. Dans le secteur métallurgique, 22 300 travailleurs étaient employés, un peu plus dans la construction, le travail du bois et le commerce. Les grandes entreprises étaient rares. En 1875, il n'y avait que 45 usines employant plus de 200 personnes. En 1882, environ la moitié de la population était encore employée dans l'agriculture. En 1895, la part de la population rurale était encore de 45,5 %. La tendance à une diminution progressive du nombre de personnes travaillant exclusivement dans le secteur primaire de l'économie fut soutenue par la mécanisation croissante de l'agriculture, pour laquelle l'ingénieur souabe Max Eyth (de) était un pionnier.
La période de grande industrialisation qui commença dans les années 1890 en Wurtemberg vit l'émergence de grands noms tels que Gottlieb Daimler, pionnier de l'automobile issu de la tradition des corporations de Schorndorf, qui a fondé la Daimler-Motoren-Gesellschaft à Cannstatt, et son compagnon Wilhelm Maybach. Tout aussi célèbre est l'ingénieur électricien Robert Bosch, fondateur de la Robert Bosch GmbH. D'autres noms célèbres de cette époque dans des secteurs très divers sont, par exemple :
- l'entreprise Junghans à Schramberg (horlogerie et technologie militaire),
- les frères Heller à Nürtingen (machines-outils),
- la Württembergische Metallwarenfabrik (WMF) à Geislingen an der Steige (articles ménagers et de restauration),
- l'entreprise Magirus à Ulm (technologie des pompiers),
- la construction de dirigeables Zeppelin à Friedrichshafen,
- l'entreprise Märklin à Göppingen (jouets),
- l'entreprise Steiff à Giengen an der Brenz (peluches),
- l'entreprise Bleyle à Stuttgart (vêtements en tricot),
- l'entreprise Triumph à Heubach (vêtements) et
- l'entreprise Salamander à Kornwestheim (chaussures).

Avec le boom industriel, l'électrification du pays débuta également. Au cours du règne du dernier roi du Wurtemberg, plus de 240 centrales électriques furent construites. Ainsi, en 1916, 1800 des 1899 communes du Wurtemberg étaient déjà alimentées en électricité. L'économie de guerre associée à la Première Guerre mondiale interrompit la prospérité précoce de nombreuses entreprises et signifia pour de nombreuses parties de la population des difficultés, des privations et la mort de proches, souvent du père de famille et soutien de famille. Pendant la le conflit, pour la première fois en grand nombre, les femmes travaillèrent dans les usines en tant que main-d'œuvre de remplacement nécessairement requise.

### Évolution démographique
La croissance démographique au XIXe siècle fut lente. À la fin du Saint-Empire romain germanique en 1806, environ 650 000 personnes vivaient sur le territoire du duché de Wurtemberg, qui s'étendait sur une superficie de 9 500 kilomètres carrés. À la fin des bouleversements territoriaux en 1813, à la fois la superficie, avec 19 508 kilomètres carrés, et le nombre d'habitants, avec environ 1 380 000 habitants, avaient plus que doublé. Jusqu'à la création de l'Empire allemand, entre 400 000 et 430 000 personnes émigrèrent du royaume de Wurtemberg. Les mouvements migratoires atteignirent leur apogée surtout pendant les années de crise entre 1816 et 1817, 1846 et 1847 et 1852 à 1854, touchant principalement les régions densément peuplées du Neckar et de la Forêt-Noire. Les principales raisons de l'émigration étaient les difficultés économiques : les émigrants vivaient principalement de l'agriculture et de l'artisanat. Les destinations principales étaient en Europe de l'Est et surtout les États-Unis d'Amérique. Malgré ces pertes dues à l'émigration et à un taux de mortalité infantile de plus de 30 %, le nombre d'habitants a augmenté d'environ 360 000 entre 1812 et 1849. Cette évolution a été brusquement interrompue par l'année de crise en 1846. Le nombre de mariages et le taux de natalité diminuèrent fortement, tandis que les chiffres de l'émigration augmentèrent de façon spectaculaire. Jusqu'en 1867, le nombre d'habitants n'a augmenté que de près de 34 000 personnes.
| Années | Nombre d'habitants |
| ------ | ------------------ |
| 1812   | 1 379 501          |
| 1849   | 1 744 017          |
| 1867   | 1 778 396          |
| 1875   | 1 881 505          |
| 1900   | 2 169 480          |
| 1910   | 2 437 574          |

Après la création de l'Empire allemand, la population continua à croître de manière modérée. Le nombre d'émigrants resta élevé. Malgré la baisse des naissances, la croissance de la population s'accéléra de manière significative à partir du tournant du siècle. Cette évolution a été également déclenchée par des progrès dans le domaine médical en Wurtemberg, entraînant une augmentation de l'espérance de vie, passant de 28 ans en 1871 à environ 45 ans en 1910.

### Croissance et urbanisation
Pendant les 25 années entre 1875 et 1900, la population augmenta de près de 288 000 personnes, presque aussi fortement que dans la seule décennie entre 1900 et 1910, avec environ 268 000 personnes. À partir de 1890, une migration accélérée des zones rurales vers les villes commença en raison de l'essor de l'industrie. Alors qu'en 1890, environ deux tiers des citoyens du Wurtemberg vivaient à la campagne, plus de 43 % vivaient dans des villes en 1910. Si l'on inclut les municipalités urbaines de plus de 2 000 habitants, ce chiffre monte même à plus de 50 %. La capitale régionale, Stuttgart, put tripler sa population dans ses limites municipales de 91 623 habitants en 1871 à 286 218 habitants en 1910, grâce notamment à des annexions municipales. L'industrialisation a conduit à une augmentation des navetteurs entre leur domicile et leur lieu de travail. Leur nombre est passé de 54 322 en 1900 à 88 155 en 1910.
Voici un tableau des dix plus grandes villes du Wurtemberg en 1910 :
| Rang | Villes     | Nombre d'habitants |
| ---- | ---------- | ------------------ |
| 1.   | Stuttgart  | 286 218            |
| 2.   | Ulm        | 56 109             |
| 3.   | Heilbronn  | 42 688             |
| 4.   | Esslingen  | 32 216             |
| 5.   | Reutlingen | 29 763             |
| 6.   | Louisbourg | 24 926             |
| 7.   | Göppingen  | 22 373             |
| 8.   | Gmünd      | 21 312             |
| 9.   | Tübingen   | 19 076             |
| 10.  | Heidenheim | 17 780             |

## Culture
Pour comprendre la culture du royaume de Wurtemberg, il est essentiel de connaître l'histoire préalable de chaque territoire. Le duché de Wurtemberg, désigné dans le royaume comme la région centrale d'Altwürttemberg, est considéré comme la partie la plus importante. En plus d'Altwürttemberg, il y avait aussi les régions de Neuwürttemberg, caractérisées par une composition assez hétérogène, comprenant notamment des régions de Hohenlohe, d'Ellwangen, de l'Autriche antérieure, des villes impériales et de la Haute-Souabe.
Lors du jubilé des 25 années de règne du roi Guillaume Ier le 28 septembre 1841, il était évident à quel point la population du royaume était diversifiée et colorée. Un défilé de Wurtembergeois fut organisé à Stuttgart, composé de 10 390 participants, dont 640 cavaliers et 23 chariots tirés par des chevaux et des bovins, venant de toutes les régions du royaume. Environ 200 000 spectateurs, soit environ un Wurtembergeois sur neuf, étaient venus dans la capitale Stuttgart, qui comptait alors 40 000 habitants. Cette fête fut l'unique dans l'histoire du royaume et renforça le sentiment d'appartenance. La colonne du jubilé, achevée en 1863 par Johann Michael Knapp (de) devant le Nouveau Château de Stuttgart, rappelle encore aujourd'hui cet événement.

### Dialectes
Le royaume de Wurtemberg n'était pas seulement peuplé de Souabes, bien que l'élément souabe y dominât largement. Outre les dialectes souabes au sud d'une ligne allant de Bad Wildbad à Louisbourg et Ellwangen, on parlait dans le nord du royaume le groupe de dialectes sud-rhénans et le hohenlohique du groupe de dialectes est-franconien. Tout au sud du royaume, au bord du lac de Constance, l'alémanique moyen était courant. À l'ouest, au sud de Wildbad, entre le souabe et le bas-alémanique, il existait une frontière dialectale qui, à quelques exceptions près, correspondait à la frontière entre Wurtemberg et le Bade. Cette description géographique très simplifiée de la répartition des dialectes pour le Wurtemberg est encore valable dans ses grandes lignes aujourd'hui, même si les dialectes au XIXe siècle étaient beaucoup plus marqués en raison de la mobilité beaucoup moindre et de l'absence de radio et d'autres supports sonores, tout en étant plus authentiques et souvent différenciables d'un village à l'autre pour les autochtones de chaque région.

### Piétisme et église évangélique nationale
La démonstration d'unité dans la diversité lors du jubilé de règne du roi Guillaume Ier en 1841 ne doit pas occulter le fait que l'élément essentiel du royaume était la population protestante relativement homogène d'Altwürttemberg, en comparaison avec les nouveaux territoires marqués par leur mentalité, qui se distinguait par son dialecte souabe régional légèrement différent et par ses vêtements sombres et simples, de la population catholique se sentant encore longtemps étrangère en Wurtemberg. Ces caractéristiques de la population d'Altwürttemberg trouvent leur origine dans la Réforme et le piétisme, qui furent développés dans une ligne de tradition allant de Johan Brentius et Matthäus Alber à Johann Valentin Andreae et Johann Albrecht Bengel dans leur forme particulière au Wurtemberg.
Les signes extérieurs du piétisme étaient les principes invoqués de vertus tels que l'ordre, le sens du devoir et le zèle au travail. Les caractéristiques attribuées à cette partie de la population du Wurtemberg, telles que la frugalité, la persévérance, la ténacité et le labeur, étaient souvent accompagnées d'une rudesse et d'une réserve presque proverbiales propres à la région. Trop de politesse suscitait la méfiance. L'exubérance, l'étalage et le faste étaient rejetés, ce qui rendait les beaux-arts traditionnellement peu appréciés dans l'Altwürttemberg.
En Altwürttemberg, la parole de la Bible et de l'honnêteté était prédominante, surtout parmi la classe influente des citoyens de la ville et des ecclésiastiques évangéliques, formée depuis le traité de Tübingen. L'Altwürttemberg était un duché de citoyens pieux, moins de la noblesse et des paysans. Cette tradition a perduré dans le royaume de Wurtemberg. Cependant, le piétisme particulièrement rigoureux était en conflit avec l'Église évangélique et ses officiants au début du XIXe siècle, après l'introduction d'une nouvelle liturgie, ce qui pouvait conduire certains fidèles à émigrer, mais aussi à la fondation de communautés indépendantes de l'Église, comme Korntal et Wilhelmsdorf. Un représentant majeur du piétisme à l'époque du royaume de Wurtemberg était le prédicateur Sixt Carl von Kapff, un ennemi déclaré de l'illumination, du rationalisme et de la philosophie hégélienne de la dialectique en tant que variante de l'idéalisme allemand.
Dans ce climat piétiste, des penseurs des Lumières comme Johann Gottfried Pahl ont dû publier sous des pseudonymes. Le livre Leben Jesu - une vue critique de David Friedrich Strauss, paru en 1835, a provoqué une grande indignation dans le Wurtemberg piétiste. La leçon inaugurale de Friedrich Theodor Vischer à l'université de Tübingen a également rencontré une opposition similaire en raison de sa philosophie panthéiste et de ses attaques directes contre le piétisme. Cependant, l'Église évangélique a réussi plus tard à concilier les différents points de vue des forces pietistes et progressistes.
Les piétistes encouragèrent la création de nombreux organismes de bienfaisance et ont contribué à la diffusion de la littérature religieuse, ce qui s'est concrétisé en 1812 par la fondation de la Württembergische Bibelanstalt privilégiée par Carl Friedrich Adolph Steinkopf et en 1833 par la création de l'association éditoriale de Calw.
Tout le XIXe siècle fut marqué par les œuvres de charité chrétiennes, comme à Reutlingen, où Gustav Werner a tenté d'harmoniser piété et travail industriel avec les ateliers de la Fraternité. Dans le même contexte, des développements innovants pour l'aide aux personnes handicapées et la pédagogie spécialisée émergèrent en Wurtemberg. Ainsi, en 1838, le pasteur luthérien Karl Georg Haldenwang a fondé à Wildberg la première institution scolaire pour enfants et adolescents handicapés mentaux. En 1847, le médecin Carl Heinrich Rösch, d'Urach, a fondé l'asile et centre de soins de Mariaberg, l'une des premières institutions complexes d'aide aux personnes handicapées modernes dans les États allemands, connue aujourd'hui sous le nom de Mariaberg e.V., un fournisseur relativement important de services sociaux avec un concept de plus en plus développé.
En 1851, des conseils paroissiaux furent introduits dans l'Église évangélique, suivis de synodes diocésains en 1854 et d'un synode national en 1867. En 1887, une loi sépara les communautés ecclésiastiques et civiles, créant ainsi les paroisses comme des entités juridiques autonomes de droit public.

### Catholicisme
Les catholiques constituaient une forte minorité dans le royaume de Wurtemberg. Dans la Haute-Souabe et l'Allgäu wurtembergeois, la proportion de catholiques dépassait largement les 90 %. Les catholiques se distinguaient souvent extérieurement des protestants. Par exemple, les femmes catholiques portaient des vêtements beaucoup plus colorés que les femmes évangéliques, et le dialecte souabe sonnait généralement un peu différemment dans les régions catholiques par rapport aux régions protestantes voisines. Lorsque les nouveaux Wurtembergeois catholiques furent placés sous l'autorité de leur nouveau souverain à Stuttgart au début du XIXe siècle, dans le cadre des bouleversements napoléoniens, il y eut quelques manifestations de protestation de la part de la population locale et de leurs anciens seigneurs, mais celles-ci cessèrent rapidement avec la menace de violence militaire. Dès le début, l'État wurtembergeois chercha à gagner les faveurs de ses concitoyens catholiques. Par exemple, à la Diète wurtembergeoise, la Première Chambre, la Chambre des seigneurs, était occupée à plus des deux tiers par des députés catholiques. Déjà en 1806, les catholiques obtinrent un Conseil ecclésiastique catholique royal (Königlich Katholischen Geistlichen Rats), subordonné au ministère d'État, qui depuis 1816 porta le nom de Conseil ecclésiastique catholique (Katholischer Kirchenrat). Au cours des années suivantes, des efforts furent déployés pour regrouper les régions catholiques autrefois rattachées à différents diocèses (Constance, Spire, Worms, Wurtzbourg et Augsbourg) dans un diocèse national. Cela fut réalisé dans le cadre de la création de la province ecclésiastique du Haut-Rhin, dont le diocèse national de Rottenburg fut établi. En 1817, l'établissement catholique d'enseignement d'Ellwangen fut transféré à Tübingen et intégré en tant que faculté de théologie catholique indépendante à l'université de Tübingen. La même année, le Wilhelmsstift, étroitement associé à la faculté, fut également créé là-bas. Des professeurs de théologie catholique de renom à Tübingen étaient Johann Sebastian Drey, Johann Baptist von Hirscher et Johann Adam Möhler, qui ont fondé ce qu'on appelle l'école de Tübingen, qui tentait de surmonter l'esprit des Lumières. La population catholique du Wurtemberg doit à la politique conciliante du roi et de son gouvernement d'avoir été épargnée par un conflit culturel tel que celui qui a eu lieu en Prusse ou en Bade.
Dans le contexte de l'exode rural et du début de l'industrialisation, les paroisses catholiques de la ville de Stuttgart, autrefois entièrement protestante, et de la ville voisine de Cannstatt ont connu une croissance, mais les catholiques étaient en diaspora dans ces régions tout au long de l'histoire du royaume. Cela a conduit notamment dans la capitale à des mariages mixtes sur le plan confessionnel, qui posaient cependant problème du point de vue catholique si les enfants de tels mariages n'étaient pas baptisés et éduqués dans la foi catholique. L'État du Wurtemberg s'est opposé à cette attitude et n'a pas hésité à retirer les prêtres de leurs paroisses s'ils refusaient de bénir de tels mariages mixtes. Ce sujet a suscité une polémique récurrente de la part des cercles protestants et a alimenté des ressentiments contre la minorité catholique, accusée de vouloir affaiblir et saper le protestantisme par le biais du mariage.
À la fin de la monarchie, la mort du prince Ulrich (de), unique fils du roi Guillaume II, a donné lieu à un autre préjugé dirigé contre les catholiques. La succession aurait dû passer de la lignée protestante à la ligne catholique de la Maison de Wurtemberg faute d'héritier mâle, si la révolution de novembre 1918 n'avait pas empêché cela. La perspective désagréable pour les anciens Wurtembergeois protestants d'être gouvernés par un roi catholique a conduit dans certains cercles à la rumeur selon laquelle Ulrich aurait été victime à l'époque d'un complot de meurtre catholique. Cela montre que les relations entre les deux grandes confessions n'ont jamais été exemptes de tensions.

### Judaïsme
Dans les territoires de l'ancien duché de Wurtemberg, les Juifs n'étaient ni autorisés à vivre ni à travailler de manière permanente. Par conséquent, au début du XIXe siècle, il n'y avait pratiquement pas de vie juive dans l'Altwürttemberg. Avec l'acquisition des territoires du Neuwürttemberg, le royaume de Wurtemberg fondé en 1806 comptait désormais, aux côtés de l'Église évangélique dominante et du poids relativement important de l'Église catholique, un élément juif significatif, bien qu'il représentait une petite minorité d'un peu plus de 8 000 personnes vers 1815 et n'était initialement présent que dans les zones rurales et non dans les grandes villes. Des communautés juives plus importantes existaient, par exemple, à Affaltrach, Baisingen, Buchau, Buttenhausen, Creglingen, Freudental, Jebenhausen, Laupheim (à un moment la plus grande communauté juive du Wurtemberg), Michelbach an der Lücke, Oberdorf am Ipf et Rexingen. Le territoire du royaume était divisé en un total de 13 rabbinnats. Dans le cadre de la libéralisation, les Juifs du Wurtemberg obtinrent en 1828 les droits de citoyens, mais sans que toutes les restrictions imposées sur eux dans l'industrie et le commerce aient été levées. Ce n'est qu'en 1864 que les Juifs obtinrent une égalité civique plus large et en 1869 l'autorisation d'épouser des chrétiens. Avec l'émancipation, les Juifs déménagèrent des campagnes vers les grandes villes telles que Stuttgart, Ulm et Heilbronn, ce qui s'est traduit par la construction de synagogues représentatives. Des personnalités juives nées dans le royaume de Wurtemberg incluaient, entre autres, l'écrivain Berthold Auerbach, le banquier Kilian von Steiner (de), le producteur de cinéma Carl Laemmle, le physicien mondialement célèbre Albert Einstein et le philosophe Max Horkheimer.

### Système éducatif
La scolarité avait une longue tradition dans l'Altwürttemberg. Déjà dans l'ordonnance ecclésiastique de 1553, la formation universitaire des pasteurs et leur mission éducative locale avaient été établies, et dans l'ordonnance synodale de 1648, la scolarité obligatoire pour tous les enfants avait été légalement établie. Dans le royaume de Wurtemberg, il y avait des écoles primaires séparées par confession, qui étaient subordonnées au Consistoire évangélique ou au Conseil ecclésiastique catholique. Dans chaque lieu, les pasteurs exerçaient la surveillance scolaire. Au début du XIXe siècle, la rémunération des instituteurs placés sous leur autorité était souvent très insuffisante et l'éducation scolaire de la majeure partie de la population était assez modeste, bien qu'il y ait eu peu d'analphabètes. La formation des enseignants protestants se faisait depuis 1811 au séminaire des enseignants à Esslingen et depuis 1843 également à Nürtingen. Une institution catholique similaire existait depuis 1825 à Schwäbisch Gmünd. Les enfants de la bourgeoisie allaient généralement à l'école latine, qui existait dans les villes. Des lycées étaient établis à Stuttgart, Ulm, Heilbronn, Ehingen, Ellwangen et Rottweil, ainsi que des lycées à Ludwigsburg, Esslingen, Ravensburg, Reutlingen, Tübingen et Öhringen. Pour préparer les étudiants à la théologie protestante, il existait quatre séminaires protestants à Blaubeuren, Urach, Maulbronn et Schöntal. Au cours du XIXe siècle, un réseau d'écoles secondaires techniques a également été mis en place. La seule université du pays était l'université de Tübingen, qui a obtenu une faculté des sciences politiques en 1817. Pour donner un foyer aux bricoleurs et inventeurs souabes, dans la tradition de leurs grands compatriotes Wilhelm Schickard ou Philipp Matthäus Hahn, l'école d'arts et métiers de Stuttgart a été fondée en 1829, transformée en polytechnique en 1840, et devenue le précurseur de l'École polytechnique et donc de l'université de Stuttgart d'aujourd'hui.
En vertu de la "Loi relative aux affaires publiques des coreligionnaires israélites" de 1828, la scolarité a également été introduite pour les enfants juifs. Les enseignants dans les écoles élémentaires israélites spéciales devaient avoir passé un examen de service, être citoyens et se conformer aux lois de l'État ainsi qu'à l'autorité de surveillance. Les écoles, les lois scolaires et les programmes d'études étaient soumis à la surveillance de l'État. En l'absence d'école israélite, l'école du lieu devait être fréquentée, et tous les sujets étaient obligatoires sauf l'enseignement religieux. Toutes les écoles privées devaient être dissoutes ou transformées en écoles publiques.

### Éducation professionnelle à Wurtemberg
Au cours du premier tiers du XIXe siècle, l'artisanat et la production industrielle coexistaient. Dans le domaine de l'artisanat, la qualification pour fabriquer manuellement un produit était souvent devenue incidente à la qualification pour utiliser une machine produisant le produit. Cependant, compte tenu des innovations techniques, il y avait des indications claires de futures exigences croissantes. Le dessin technique et la mesure précise étaient de plus en plus considérés comme des qualifications importantes. En raison de leur formation principalement artisanale traditionnelle, les travailleurs employés dans les usines se sont révélés peu qualifiés. Pendant des décennies, des travailleurs étrangers coûteux ont dû être recrutés en tant que spécialistes.
Initialement, les raisons pour lesquelles des écoles du dimanche ont été établies en Wurtemberg dès 1739 pour ceux qui avaient quitté l'école primaire étaient de fournir une occupation utile entre la fin de la scolarité et le mariage. En 1825, les écoles du dimanche des métiers ont été créées, où les artisans devaient être formés aux qualifications professionnelles nécessaires à l'avenir, et en 1848, des écoles de formation professionnelle ont été créées. En 1854 et 1855, il y en avait 20, dix ans plus tard, il y en avait déjà plus de 100.
Dans la seconde moitié du XIXe siècle, les entrepreneurs wurtembergeois se plaignaient souvent du manque de main-d'œuvre qualifiée. Pendant trop longtemps, ils ont supposé que la majorité des entreprises pouvaient compter sur les établissements de formation scolaire ou la formation professionnelle des entreprises artisanales. Cependant, cette attitude a changé lorsque les entreprises artisanales n'ont plus pu fournir suffisamment d'artisans qualifiés.
Pour remédier à la pénurie de main-d'œuvre qualifiée et répondre aux derniers développements techniques, des ateliers de formation ont été mis en place par les entreprises. Les entreprises ferroviaires situées en dehors du Wurtemberg, à Berlin et chez Schuckert à Nuremberg en 1883, ont également joué un rôle modèle. Cela a également été signalé par la fabrique de machines Kuhn à Berg près de Stuttgart.

### Traditions et associations
Le développement de la bourgeoisie renforcé par les périodes culturelles du romantisme et du Biedermeier a conduit à la promotion des traditions régionales et des coutumes au sein des associations et des sociétés, à travers des lectures et de la musique de chambre. Les chorales ont joué un rôle particulier, se regroupant en 1849 pour former la Fédération des chanteurs souabes sous la direction de Karl Pfaff. Mais ce n'était pas seulement l'art qui était mis en avant, la beauté de la nature et de la patrie est également devenue une préoccupation majeure des gens, comme en témoigne la création de l'Association souabe de l'Alb et de l'Association de la Forêt-Noire du Wurtemberg. De plus, les associations ont joué un rôle culturellement formateur dans le maintien des traditions régionales, que ce soit dans les domaines de la musique, des costumes, des tireurs, des milices citoyennes et autres, surtout dans les communautés villageoises des régions rurales. Fondée en novembre 1863, l'Association de Santé du Wurtemberg était la première société nationale de la Croix-Rouge de l'histoire. En 1909, le Foyer Souabe a été fondé.

### Littérature et journaux
Le royaume du Wurtemberg a peu produit de personnalités renommées dans le domaine des beaux-arts et de la musique, ce qui peut être attribué au piétisme, auquel tout semblait important. Les grands talents étaient rarement recherchés et encouragés dans le domaine artistique. Si nécessaire, de tels talents venaient souvent de l'extérieur du Wurtemberg, principalement à la Cour de Stuttgart. En revanche, la liste des poètes wurtembergeois est plus importante. Le Bottin de Stuttgart de 1840 répertorie pas moins de 249 écrivains. Cela explique l'importance de l'imprimerie et de l'édition à Stuttgart. Parmi les poètes particulièrement célèbres, citons Friedrich Hölderlin, Gustav Schwab, Justinus Kerner, Ludwig Uhland, le comte Christian Friedrich Alexander von Wurtemberg, Wilhelm Hauff, Wilhelm Waiblinger, Eduard Mörike, Karl Gerok, Hermann Kurtz, Ludwig Pfau, Ottilie Wildermuth, Isolde Kurz, Christian Wagner et Hermann Hesse. Tous les écrivains et penseurs de renom n'ont pas toujours été bien vus par le royaume, de sorte que par exemple Berthold Auerbach et Theobald Kerner ont dû purger une peine d'emprisonnement dans la forteresse de Hohenasperg. Parmi ceux qui ne sont pas originaires de la région mais sont devenus célèbres comme écrivains dans le royaume figurent Therese Huber, Nikolaus Lenau qui a rejoint le cercle des poètes de Serach, et Friedrich Wilhelm Hackländer. Friedrich Schiller, qui ne figure pas dans la liste précédente, est décédé avant la fondation du royaume, mais il était la personnalité littéraire la plus connue du Wurtemberg avec une renommée internationale et a façonné l'image de l'histoire littéraire allemande. L'importance de Schiller dans le royaume du Wurtemberg est attestée par de nombreux monuments à Schiller dans les villes wurtembergeoises jusqu'à aujourd'hui, comme le monument à Schiller de Bertel Thorvaldsen, érigé en 1839 sur la place du Vieux Château de Stuttgart, l'actuelle place Schillerplatz.
Le journal général fondé en 1798 à Tübingen par Johann Friedrich Cotta sous le titre initial de "Neueste Weltkunde" (Les Dernières Nouvelles du Monde) tomba victime de la censure en 1803 et dut d'abord se déplacer à Ulm, puis à Augsbourg à partir de 1807. Il fut remplacé dans le Wurtemberg par le Morgenblatt für gebildete Leser (Journal du matin pour lecteurs cultivés) de 1807 à 1865. D'autres journaux importants à l'échelle régionale furent le Schwäbische Merkur (Mercure de Souabe) de 1785 à 1941, le Stuttgarter Neue Tagblatt (Nouveau Quotidien de Stuttgart) de 1844 à 1943 et le journal de gauche libérale Der Beobachter (L'Observateur) de 1831 à 1920. Organe des sociaux-démocrates du Wurtemberg, la Schwäbische Tagwacht (La Garde du Jour Souabe) parut de 1881 à 1933 aux éditions J. H. W. Dietz. Parmi les journaux régionaux importants, on peut citer le Schwarzwälder Bote (Le Messager de la Forêt-Noire), la Heilbronner Neckar-Zeitung (Le Journal du Neckar de Heilbronn) et l'Ulmer Tagblatt (Le Quotidien d'Ulm).

### Arts plastiques et architecture
Au début du royaume du Wurtemberg, il y avait les artistes du classicisme souabe issus de la Hohe Karlsschule, dont le plus célèbre représentant était le sculpteur Johann Heinrich Dannecker. Il fut le directeur fondateur de la nouvelle École d'art d'État de Stuttgart de 1829 à 1838. Outre Dannecker, le peintre Gottlieb Schick était également très connu. À l'époque du roi Guillaume Ier, Johannes Ludwig von Hofer (1802-1887) était sculpteur de la cour.
En 1843, le Musée des Beaux-Arts fut inauguré, bien qu'il ne possédât au début que peu d'œuvres d'art importantes des collections royales. L'architecte du bâtiment muséal néoclassique, construit entre 1839 et 1843, était Gottlob Georg Barth, qui édifia également la Nouvelle Aula de l'université de Tübingen de 1841 à 1845. D'autres architectes importants du classicisme au Wurtemberg étaient Nikolaus Friedrich von Thouret, Giovanni Salucci et Christian Friedrich von Leins.
Avec la fin du classicisme vers le milieu du XIXe siècle, il y eut un relatif ralentissement du développement artistique dans le royaume. À l'Académie des Beaux-Arts de cette époque enseignait par exemple le peintre conservateur de genre et d'histoire Heinrich von Rustige. Les arts plastiques ne connurent un nouveau soutien important que sous le roi Guillaume II, qui fit venir à Stuttgart des peintres comme Leopold von Kalckreuth et Robert Poetzelberger. D'autres peintres wurtemburgeois de cette période étaient Christian Landenberger, Albert Kappis et Otto Reiniger. Un représentant particulier de l'impressionnisme était Hermann Pleuer (1863-1911), originaire de Schwäbisch Gmünd, surtout connu pour ses peintures de motifs ferroviaires et industriels. Julius Kornbeck et Friedrich Eckenfelder se distinguèrent comme peintres paysagistes de leur Souabe natale respective. Depuis 1876, le sculpteur Adolf von Donndorf officiait à l'Académie des Beaux-Arts.
Dans le domaine de l'architecture et de l'urbanisme au début du 20e siècle, il faut mentionner l'œuvre de Theodor Fischer et de son élève Paul Bonatz, l'architecte du bâtiment de la gare centrale de Stuttgart.

### Musique et théâtre
D'importants musiciens venaient généralement de l'extérieur du Wurtemberg et officiaient à la chapelle de la cour de Stuttgart, comme les maîtres de chapelle Conradin Kreutzer (1812-1816), Johann Nepomuk Hummel (1816-1818), Peter Joseph von Lindpaintner (1819-1856), Johann Joseph Abert (1867-1888) et Max von Schillings (1908-1918). Le ballet de Stuttgart était très réputé sous la direction de Filippo Taglioni, le père de la danseuse Marie Taglioni, à l'époque du roi Guillaume Ier.
Le théâtre brillait sous l'intendance du comte Karl von Leutrum-Ertingen de 1829 à 1841. L'Opéra de la cour de Stuttgart connut une période faste de 1844 à 1864 avec le chanteur de chambre bohémien Johann Baptist Pischek. À l'université de Tübingen, le compositeur souabe de lieder Friedrich Silcher officia comme directeur musical de 1817 à 1860.
En 1857 fut fondée l'École de musique de Stuttgart, qui devint plus tard le Conservatoire. Vers la fin des années 1880, l'intégralité de L'Anneau du Nibelung fut montée à Stuttgart sous la direction de Hermann Zumpe. Au Théâtre royal de la cour, il y eut une grande vague de modernisation sous l'ère de l'intendant général Joachim Gans zu Putlitz à partir de 1892, et dans l'atmosphère libérale, des œuvres censurées à Berlin purent être jouées à Stuttgart. Un grand émoi secoua la scène culturelle wurtembergoise et de larges franges de la population en 1910 avec le meurtre par jalousie de la chanteuse d'opéra Anna Sutter. En 1912 eut lieu à Stuttgart la création mondiale d'Ariadne auf Naxos sous la direction du compositeur Richard Strauss.

## Liste des rois de Wurtemberg
- 26 décembre 1805-30 octobre 1816 : Frédéric Ier
- 30 octobre 1816-25 juin 1864 : Guillaume Ier, son fils
- 25 juin 1864-6 octobre 1891 : Charles Ier, son fils
- 6 octobre 1891-30 novembre 1918 : Guillaume II, son neveu

## Liste des prétendants au trône de Wurtemberg
- 30 novembre 1918 - 2 octobre 1921 : Guillaume II, dernier roi titulaire,
- 2 octobre 1921 - 29 octobre 1939 : Albert de Wurtemberg, son cousin issu d’issus de germains, chef de la branche cadette,
- 29 octobre 1939 - 17 avril 1975 : Philippe Albert de Wurtemberg, son fils,
- 17 avril 1975 - 7 juin 2022 : Charles de Wurtemberg, son fils,
- Depuis le 7 juin 2022 : Wilhelm de Wurtemberg (1994), son petit-fils.